# Lijst van provinciale monumenten in Noord-Holland
De provincie Noord-Holland kent 606 provinciale monumenten, hieronder een overzicht. 

## Aalsmeer
De gemeente Aalsmeer kent 4 provinciale monumenten:
| Object                                                                 | Bouwjaar | Architect | Locatie              | Plaats      | Coördinaten                   | PM-nr.   | Afbeelding  |
| ---------------------------------------------------------------------- | -------- | --------- | -------------------- | ----------- | ----------------------------- | -------- | ----------- |
| Stelling van Amsterdam: bij Fort bij Kudelstaart Genieloods            |          |           | Kudelstaartseweg 99  | Aalsmeer    | 52° 14' 53" NB, 4° 45' 31" OL | NH/WN001 | Upload foto |
| Stelling van Amsterdam: bij Fort bij Kudelstaart Inlaatsluis           |          |           | Kudelstaartseweg     | Aalsmeer    | 52° 15' 4" NB, 4° 45' 33" OL  | NH/WN002 | Upload foto |
| Stelling van Amsterdam: bij Fort bij Kudelstaart Grenspalen/ontvangkom |          |           | Kudelstaartseweg     | Aalsmeer    | 52° 15' 4" NB, 4° 45' 33" OL  | NH/WN003 | Upload foto |
| Stelling van Amsterdam: bij Fort bij Kudelstaart Woonhuis              |          |           | Kudelstaartseweg 101 | Kudelstaart | 52° 14' 53" NB, 4° 45' 32" OL | NH/WN004 | Upload foto |

## Alkmaar
De gemeente Alkmaar kent 15 provinciale monumenten:
| Object | Bouwjaar | Architect | Locatie | Plaats         | Coördinaten                   | PM-nr.   | Afbeelding        |
| --- | -------- | --------- | --- | -------------- | ----------------------------- | -------- | ----------------- |
| Dieselgemaal Alkmaar - machinegebouw - interieur - schuurtje - inwateringsduiker - waterlopen                                | 1913     |           | C. v.d. Lindenkade 33 | Alkmaar        | 52° 37' 19" NB, 4° 44' 54" OL | NH/WN005 |                   |
| Westfriese Omringdijk: dijk                                                                                                  |          |           | Kanaaldijk/Rekerdijk | Alkmaar        | 52° 38' 37" NB, 4° 0' 0" OL   | NH/WN006 |                   |
| Vlotbrug |          |           | Noordhollandskanaal - Koedijkervlotbrug | Koedijk        | 52° 39' 37" NB, 4° 44' 43" OL | NH/WN007 |                   |
| Westfriese Omringdijk: dijk                                                                                                  |          |           | Frieseweg, Randersdijk, Oudorperdijk, Schermerweg, Kraspolderweg, Nieuwe Schermerweg, Geestmerambachts Omloopdijk en een gedeelte Huigendijk (Galgendijk) | Oudorp         |                               | NH/WN008 | Upload foto       |
| Westfriese Omringdijk: dijkgedeelte vanaf de Nieuwe Schermerweg noordwaarts tot de Hoornsevaart, langs kanaal Omval- Schagen |          |           | Nieuwe Schermerweg | Oudorp         | 52° 37' 43" NB, 4° 46' 7" OL  | NH/WN009 | Upload foto       |
| Stelling van Amsterdam: Sluis                                                                                                |          |           | Zuiddijk t.o. nr. 42 (voorheen 16) | De Rijp        |                               | NH/WN155 | Upload foto       |
| Stelling van Amsterdam: Fort bij Marken-Binnen                                                                               |          |           | Provincialeweg 9 | Markenbinnen   | 52° 33' 8" NB, 4° 49' 33" OL  | NH/WN156 | Meer afbeeldingen |
| Stelling van Amsterdam: Nevenbatterij Fort bij Marken-Binnen                                                                 |          |           | Provincialeweg 9 | Markenbinnen   | 52° 33' 8" NB, 4° 49' 33" OL  | NH/WN157 | Upload foto       |
| Landarbeiderswoning |          |           | Oost-Graftdijk 42 | Oost-Graftdijk | 52° 32' 42" NB, 4° 48' 48" OL | NH/WN158 | Upload foto       |
| Stolpboerderij |          |           | Starnmeerdijk 35 | Starnmeer      | 52° 31' 29" NB, 4° 47' 51" OL | NH/WN159 | Upload foto       |
| Stelling van Amsterdam: Inlaatduiker aan de Starnmeerpolder                                                                  |          |           | Starnmeerdijk t.o. nr. 4 | Starnmeer      |                               | NH/WN160 | Upload foto       |
| Stelling van Amsterdam: Liniewal Stammeerpolder                                                                              |          |           | Slaperdijk | Starnmeer      |                               | NH/WN161 | Upload foto       |
| Stelling van Amsterdam: Duiker door de linie in de Starnmeerpolder                                                           |          |           | Starnmeerpolder | Starnmeer      | 52° 32' 19" NB, 4° 47' 2" OL  | NH/WN162 | Upload foto       |
| Westfriese Omringdijk: dijk                                                                                                  |          |           | Huigendijk | Schermer       | 52° 38' 6" NB, 4° 51' 17" OL  | NH/WN441 |                   |
| Raadhuis Wittenburg |          |           | Noordervaart 99 | Stompetoren    | 52° 36' 50" NB, 4° 48' 44" OL | NH/WN442 |                   |

## Amstelveen
De gemeente Amstelveen kent 1 provinciaal monument:
| Object                                  | Bouwjaar | Architect | Locatie                | Plaats     | Coördinaten                  | PM-nr.   | Afbeelding |
| --------------------------------------- | -------- | --------- | ---------------------- | ---------- | ---------------------------- | -------- | ---------- |
| Voertuigweegbrug - weeghuisje - urinoir |          |           | Amstelzijde (naast 52) | Amstelveen | 52° 17' 49" NB, 4° 54' 2" OL | NH/WN010 |            |

## Amsterdam
De gemeente Amsterdam kent 21 provinciale monumenten:
| Object                                                                        | Bouwjaar    | Architect | Locatie                | Plaats     | Coördinaten                   | PM-nr.   | Afbeelding        |
| ----------------------------------------------------------------------------- | ----------- | --------- | ---------------------- | ---------- | ----------------------------- | -------- | ----------------- |
| Noorder IJ- en Zeedijk: dijk                                                  |             |           | Durgerdammerdijk       | Amsterdam  | 52° 22' 43" NB, 4° 59' 15" OL | NH/WN011 | Upload foto       |
| Noorder IJ- en Zeedijk: dijk                                                  |             |           | Schellingwouderdijk    | Amsterdam  | 52° 23' 2" NB, 4° 57' 46" OL  | NH/WN012 |                   |
| Noorder IJ- en Zeedijk: braak                                                 |             |           | Schellingwouderbreek   | Amsterdam  | 52° 23' 19" NB, 4° 57' 7" OL  | NH/WN013 |                   |
| Noorder IJ- en Zeedijk: dijk                                                  |             |           | De Nieuwendammerdijk   | Amsterdam  | 52° 23' 16" NB, 4° 56' 21" OL | NH/WN014 | Upload foto       |
| Noorder IJ- en Zeedijk: dijk                                                  |             |           | De Buiksloterdijk      | Amsterdam  | 52° 24' 18" NB, 4° 54' 18" OL | NH/WN015 | Upload foto       |
| Noorder IJ- en Zeedijk: braak                                                 |             |           | De Buiksloterbreek     | Amsterdam  | 52° 24' 8" NB, 4° 54' 28" OL  | NH/WN016 | Upload foto       |
| Noorder IJ- en Zeedijk: dijk                                                  |             |           | De Landsmeerderdijk    | Amsterdam  | 52° 24' 44" NB, 4° 54' 11" OL | NH/WN017 | Upload foto       |
| Noorder IJ- en Zeedijk: dijk                                                  |             |           | De Kadoelerbreek       | Amsterdam  | 52° 24' 33" NB, 4° 54' 37" OL | NH/WN018 | Upload foto       |
| Noorder IJ- en Zeedijk                                                        |             |           | De Wilmkebreek         | Amsterdam  | 52° 22' 13" NB, 4° 53' 43" OL | NH/WN019 | Upload foto       |
| Noorder IJ- en Zeedijk: dijk                                                  |             |           | De Oostzanerzeedijk    | Amsterdam  | 52° 22' 13" NB, 4° 53' 43" OL | NH/WN020 | Upload foto       |
| Stelling van Amsterdam: Werk aan het IJ op het Vuurtoreneiland voor Durgerdam |             |           | Vuurtoreneiland        | Durgerdam  | 52° 22' 19" NB, 5° 0' 51" OL  | NH/WN021 | Upload foto       |
| Stelling van Amsterdam: Nevenbatterij van het Fort bij Nigtevecht             |             |           | Aetsveldschepolder     | Nigtevecht | 52° 17' 26" NB, 5° 0' 38" OL  | NH/WN022 | Upload foto       |
| Machinegebouw - machinistenwoning                                             |             |           | Verlengd Buitenveer 19 | Weesp      | 52° 18' 13" NB, 5° 1' 26" OL  | NH/WN498 | Upload foto       |
| Machinegebouw - machinistenwoning - uitwateringsduiker                        |             |           | 's Gravelandseweg 48   | Weesp      | 52° 17' 46" NB, 5° 4' 60" OL  | NH/WN499 | Upload foto       |
| Noorder IJ- en Zeedijk: dijk                                                  |             |           | De Uitdammerdijk       | Ransdorp   | 52° 23' 55" NB, 5° 1' 45" OL  | NH/WN023 | Upload foto       |
| Noorder IJ- en Zeedijk                                                        |             |           | De Polder IJdoorn      | Ransdorp   | 52° 22' 38" NB, 5° 0' 12" OL  | NH/WN024 | Upload foto       |
| Noorder IJ- en Zeedijk                                                        |             |           | Het Barnegat           | Ransdorp   | 52° 24' 33" NB, 5° 2' 46" OL  | NH/WN025 | Upload foto       |
| Noorder IJ- en Zeedijk                                                        |             |           | De Blijkmeerpolder     | Ransdorp   | 52° 24' 17" NB, 5° 1' 34" OL  | NH/WN026 | Upload foto       |
| Noorder IJ- en Zeedijk                                                        |             |           | Het Kinselmeer         | Ransdorp   | 52° 23' 32" NB, 5° 1' 2" OL   | NH/WN027 | Upload foto       |
| Noorder IJ- en Zeedijk                                                        |             |           | De Rijperkolk          | Ransdorp   | 52° 22' 13" NB, 4° 53' 43" OL | NH/WN028 |                   |
| Molen van Sloten                                                              | 1847 / 1991 |           | Akersluis 10           | Sloten     |                               |          | Meer afbeeldingen |

## Beemster
De polder Beemster kent 9 provinciale monumenten:
| Object                                                              | Bouwjaar | Architect | Locatie                              | Plaats           | Coördinaten                   | PM-nr.   | Afbeelding        |
| ------------------------------------------------------------------- | -------- | --------- | ------------------------------------ | ---------------- | ----------------------------- | -------- | ----------------- |
| Stelling van Amsterdam: Sluis                                       |          |           | Zuiddijk 4                           | Beemster         | 52° 31' 14" NB, 4° 52' 30" OL | NH/WN029 | Upload foto       |
| Stelling van Amsterdam: Brug                                        |          |           | Nabij Rijperweg 76                   | Middenbeemster   |                               | NH/WN030 | Upload foto       |
| Stolpboerderij ‘Tijdverblijf’                                       |          |           | Middenweg 50 A                       | Noordbeemster    | 52° 34' 45" NB, 4° 55' 52" OL | NH/WN031 | Meer afbeeldingen |
| Stelling van Amsterdam: Fort benoorden Purmerend                    |          |           | Kwadijkerweg 8 (v.m. kwadijkerweg 2) | Zuidoostbeemster |                               | NH/WN032 | Meer afbeeldingen |
| Stelling van Amsterdam: Fort bij Spijkerboor met fortwachterswoning |          |           | Westdijk 46                          | Westbeemster     | 52° 32' 24" NB, 4° 50' 20" OL | NH/WN033 | Meer afbeeldingen |
| Stelling van Amsterdam: Duiker in de Volgerweg                      |          |           | bij Volgerweg 20 (Jispersloot)       | Westbeemster     |                               | NH/WN034 | Upload foto       |
| Stelling van Amsterdam: Fort aan de Jisperweg                       |          |           | Zuiddijk 4                           | Zuidoostbeemster | 52° 31' 14" NB, 4° 52' 30" OL | NH/WN035 | Meer afbeeldingen |
| Stelling van Amsterdam: Fort aan de Middenweg                       |          |           | Zuiddijk 13                          | Zuidoostbeemster | 52° 31' 6" NB, 4° 53' 35" OL  | NH/WN036 | Meer afbeeldingen |
| Stelling van Amsterdam: Fort aan de Nekkerweg                       |          |           | Nekkerweg 24                         | Zuidoostbeemster | 52° 31' 38" NB, 4° 55' 44" OL | NH/WN037 | Meer afbeeldingen |

## Bergen
De gemeente Bergen kent 44 provinciale monumenten:
| Object                  | Bouwjaar | Architect             | Locatie                  | Plaats         | Coördinaten                   | PM-nr.   | Afbeelding        |
| ----------------------- | -------- | --------------------- | ------------------------ | -------------- | ----------------------------- | -------- | ----------------- |
| Kerk                    |          |                       | Kerkstraat 20            | Bergen aan Zee | 52° 39' 41" NB, 4° 38' 1" OL  | NH/WN038 | Upload foto       |
| Boerderij               |          |                       | Mosselenbuurt 6          | Bergen         | 52° 39' 59" NB, 4° 41' 10" OL | NH/WN039 | Upload foto       |
| Witte Kerk              | 1927     | Berend Tobia Boeyinga | Dr. v. Peltlaan 31       | Bergen         | 52° 40' 9" NB, 4° 42' 22" OL  | NH/WN040 | Meer afbeeldingen |
| Boerderij               |          |                       | P. Boendermakerweg 6     | Bergen         | 52° 39' 42" NB, 4° 43' 3" OL  | NH/WN041 | Upload foto       |
| Landhuis/villa          |          |                       | Komlaan 27               | Bergen         | 52° 40' 19" NB, 4° 41' 34" OL | NH/WN042 | Upload foto       |
| Woonhuis                |          |                       | Dorpsstraat 49           | Bergen         | 52° 40' 1" NB, 4° 42' 27" OL  | NH/WN043 |                   |
| Stolpboerderij          |          |                       | Baakmeerdijk 7           | Bergen         | 52° 40' 22" NB, 4° 43' 40" OL | NH/WN044 | Upload foto       |
| Stolpboerderij          |          |                       | Voert 20                 | Bergen         | 52° 39' 26" NB, 4° 40' 9" OL  | NH/WN045 | Upload foto       |
| Arbeiderswoning         |          |                       | Midden Geestweg 56       | Bergen         | 52° 39' 44" NB, 4° 42' 6" OL  | NH/WN046 | Upload foto       |
| Stolpboerderij          |          |                       | Dorpsstraat 45           | Bergen         | 52° 40' 2" NB, 4° 42' 26" OL  | NH/WN047 |                   |
| Stolpboerderij          |          |                       | Baakmeerdijk 2           | Bergen         | 52° 40' 19" NB, 4° 43' 27" OL | NH/WN048 | Upload foto       |
| Woonhuis                |          |                       | Buerweg 15               | Bergen         | 52° 39' 52" NB, 4° 41' 3" OL  | NH/WN049 | Upload foto       |
| Boswachterswoning       |          |                       | Buerweg 38               | Bergen         | 52° 39' 57" NB, 4° 40' 41" OL | NH/WN050 | Upload foto       |
| Stolpboerderij          |          |                       | Dorpsstraat 72           | Bergen         | 52° 40' 1" NB, 4° 42' 25" OL  | NH/WN051 |                   |
| Grenspaal               |          |                       | Groeneweg                | Bergen         | 52° 39' 7" NB, 4° 42' 8" OL   | NH/WN052 | Upload foto       |
| Stolpboerderij          |          |                       | Groeneweg 36             | Bergen         | 52° 38' 53" NB, 4° 42' 29" OL | NH/WN053 | Upload foto       |
| Boerderij               |          |                       | Groeneweg 48             | Bergen         | 52° 38' 35" NB, 4° 42' 48" OL | NH/WN054 | Upload foto       |
| Schuur - open hooiberg  |          |                       | Herenweg 1               | Bergen         | 52° 37' 50" NB, 4° 46' 22" OL | NH/WN055 | Upload foto       |
| Stolpboerderij          |          |                       | Herenweg 20              | Bergen         | 52° 38' 46" NB, 4° 39' 40" OL | NH/WN056 | Upload foto       |
| Boerderij               |          |                       | Herenweg 38              | Bergen         | 52° 38' 40" NB, 4° 39' 32" OL | NH/WN057 | Upload foto       |
| Theehuis                |          |                       | Karel de Grotelaan 1     | Bergen         | 52° 40' 10" NB, 4° 42' 4" OL  | NH/WN058 | Upload foto       |
| Bedrijfsruimte          |          |                       | Middenpad 2              | Bergen         | 52° 40' 6" NB, 4° 42' 12" OL  | NH/WN059 | Upload foto       |
| GEB-huisje              |          |                       | Nachtegalenlaantje 3     | Bergen         | 52° 39' 56" NB, 4° 41' 11" OL | NH/WN060 |                   |
| Boerderij               |          |                       | Nachtegalenlaantje 9-11  | Bergen         | 52° 39' 56" NB, 4° 41' 10" OL | NH/WN061 |                   |
| Boerderij               |          |                       | Nachtegalenlaantje 12 S  | Bergen         | 52° 39' 57" NB, 4° 41' 5" OL  | NH/WN062 | Upload foto       |
| Woonhuis met atelier    |          |                       | Nachtegalenlaantje 21    | Bergen         | 52° 39' 53" NB, 4° 41' 8" OL  | NH/WN063 |                   |
| Stolpboerderij          |          |                       | Natteweg 13              | Bergen         | 52° 40' 7" NB, 4° 42' 39" OL  | NH/WN064 |                   |
| Stolpboerderij          |          |                       | Oude Bergerweg 49-51     | Bergen         | 52° 39' 48" NB, 4° 42' 46" OL | NH/WN065 | Upload foto       |
| Voormalige Smederij     |          |                       | Ruinelaan 11             | Bergen         | 52° 40' 5" NB, 4° 42' 1" OL   | NH/WN066 |                   |
| Stolpboerderij          |          |                       | Voert 6                  | Bergen         | 52° 39' 47" NB, 4° 41' 9" OL  | NH/WN067 | Upload foto       |
| Woonhuis                |          |                       | Loudelsweg 93            | Bergen         | 52° 39' 57" NB, 4° 42' 27" OL | NH/WN068 | Upload foto       |
| Stolpboerderij          |          |                       | Kerkedijk 142            | Bergen         | 52° 40' 28" NB, 4° 43' 6" OL  | NH/WN069 | Upload foto       |
| Landhuis/villa          |          |                       | Studler van Surcklaan 12 | Bergen         | 52° 39' 55" NB, 4° 41' 52" OL | NH/WN070 | Upload foto       |
| Dijk Strandvlaktedijken |          |                       | De Voert                 | Bergen         | 52° 39' 29" NB, 4° 0' 0" OL   | NH/WN071 | Upload foto       |
| Dijk Strandvlaktedijken |          |                       | Wiertdijkje              | Bergen         | 52° 39' 50" NB, 4° 40' 48" OL | NH/WN072 | Upload foto       |
| Dijk Strandvlaktedijken |          |                       | Kogendijk                | Bergen         | 52° 39' 49" NB, 4° 43' 45" OL | NH/WN073 | Upload foto       |
| Dijk Strandvlaktedijken |          |                       | Oosterdijk/Baakmeerdijk  | Bergen         | 52° 40' 30" NB, 4° 42' 23" OL | NH/WN074 | Upload foto       |
| Dijk Strandvlaktedijken |          |                       | Schapenlaan              | Bergen         | 52° 40' 50" NB, 4° 43' 9" OL  | NH/WN075 | Upload foto       |
| Grenspaal               |          |                       | Hondsbosschezeewering    | Petten         | 52° 44' 21" NB, 4° 38' 29" OL | NH/WN076 | Upload foto       |
| Drie grenspalen         |          |                       | Duinweg                  | Schoorl        | 52° 41' 5" NB, 4° 41' 55" OL  | NH/WN077 | Upload foto       |
| Woonhuis                |          |                       | Heereweg 195             | Schoorl        | 52° 42' 55" NB, 4° 40' 41" OL | NH/WN078 | Upload foto       |
| Stolpboerderij          |          |                       | Hargerweg 3              | Schoorl        | 52° 43' 23" NB, 4° 39' 47" OL | NH/WN079 | Upload foto       |
| Kapschuur               |          |                       | Binnenweg 15             | Schoorl        | 52° 43' 26" NB, 4° 39' 39" OL | NH/WN080 | Upload foto       |
| Archeologisch monument  |          |                       | Abdijlaal                | Egmond-Binnen  | 52° 35' 47" NB, 4° 39' 28" OL | NH/WN606 | Upload foto       |

## Beverwijk
De gemeente Beverwijk kent 9 provinciale monumenten:
| Object | Bouwjaar | Architect | Locatie                           | Plaats    | Coördinaten                   | PM-nr.   | Afbeelding  |
| --- | -------- | --------- | --------------------------------- | --------- | ----------------------------- | -------- | ----------- |
| Stelling van Amsterdam: Fort aan de St. Aagtendijk                                                             |          |           | Aagtendijk/vuurlinie              | Beverwijk | 52° 28' 38" NB, 4° 40' 59" OL | NH/WN081 |             |
| Tegeltableau (180x150cm), in de Noordwand van de B-wal v.h. voormalig Beynescomplex. Voorstelling: Prometheus. |          |           | Hoogoventerrein                   | Beverwijk |                               | NH/WN082 | Upload foto |
| Stelling van Amsterdam: Voorzieningen tussen fort bij Veldhuis en fort aan de St. Aagtendijk                   |          |           | St. Aagtendijk                    | Beverwijk | 52° 28' 53" NB, 4° 40' 42" OL | NH/WN083 | Upload foto |
| Stelling van Amsterdam: Stenen beer van de inundatiesluis                                                      |          |           | St. Aagtendijk                    | Beverwijk | 52° 28' 53" NB, 4° 40' 42" OL | NH/WN084 |             |
| Stelling van Amsterdam: Insnijding in de St.Aagtendijk tbv spoorlijn Beverwijk-Uitgeest                        |          |           | Spoorsingel/St. Aagtendijk        | Beverwijk |                               | NH/WN085 | Upload foto |
| Stelling van Amsterdam: Pijp in inundatiekanaal                                                                |          |           | St. Aagtendijk                    | Beverwijk | 52° 28' 53" NB, 4° 40' 42" OL | NH/WN086 | Upload foto |
| Stelling van Amsterdam: Damsluis in de Wijkertocht                                                             |          |           | Wijkertocht                       | Beverwijk |                               | NH/WN087 | Upload foto |
| Stelling van Amsterdam: Damsluis in de Molentocht                                                              |          |           | Kagerdijk                         | Beverwijk |                               | NH/WN088 | Upload foto |
| Stelling van Amsterdam: Liniewal Aagtendijk–Zuidwijkermeer (noord)                                             |          |           | Aagtendijk-Zuidwijkermeer (noord) | Beverwijk |                               | NH/WN089 |             |

## Blaricum
De gemeente Blaricum kent 1 provinciaal monument:
| Object    | Bouwjaar | Architect | Locatie              | Plaats   | Coördinaten                   | PM-nr.   | Afbeelding  |
| --------- | -------- | --------- | -------------------- | -------- | ----------------------------- | -------- | ----------- |
| Grenspaal |          |           | Randweg/ Stichtseweg | Blaricum | 52° 17' 35" NB, 5° 17' 14" OL | NH/WN090 | Upload foto |

## Bloemendaal
De gemeente Bloemendaal kent 36 provinciale monumenten:
| Object                                                                                              | Bouwjaar | Architect | Locatie                     | Plaats      | Coördinaten                   | PM-nr.   | Afbeelding        |
| --------------------------------------------------------------------------------------------------- | -------- | --------- | --------------------------- | ----------- | ----------------------------- | -------- | ----------------- |
| Woonhuis                                                                                            |          |           | Zuidlaan 5                  | Aerdenhout  | 52° 21' 47" NB, 4° 34' 58" OL | NH/WN091 | Upload foto       |
| Landhuis/villa                                                                                      |          |           | Bentveldseduinweg 2         | Aerdenhout  | 52° 21' 51" NB, 4° 35' 13" OL | NH/WN092 | Upload foto       |
| Landhuis/villa                                                                                      |          |           | Zandvoorterweg 68           | Aerdenhout  | 52° 24' 29" NB, 4° 36' 35" OL | NH/WN093 | Upload foto       |
| Landhuis/villa                                                                                      |          |           | Aerdenhoutsduinweg 13       | Aerdenhout  | 52° 21' 48" NB, 4° 35' 46" OL | NH/WN094 | Upload foto       |
| Woonhuis                                                                                            |          |           | Bentveldsweg 104            | Aerdenhout  | 52° 22' 2" NB, 4° 34' 43" OL  | NH/WN095 | Upload foto       |
| Woonhuis                                                                                            |          |           | Marius Bauerlaan 5          | Aerdenhout  | 52° 21' 44" NB, 4° 35' 42" OL | NH/WN096 | Upload foto       |
| Boerderij                                                                                           |          |           | Sparrenlaan 27              | Aerdenhout  | 52° 21' 56" NB, 4° 34' 52" OL | NH/WN097 | Upload foto       |
| Woonhuis                                                                                            |          |           | Van Lennepweg 14            | Aerdenhout  | 52° 22' 40" NB, 4° 32' 25" OL | NH/WN098 | Upload foto       |
| Duinboerderij                                                                                       |          |           | Sparrenlaan 1, 1a en 3      | Aerdenhout  | 52° 22' 3" NB, 4° 34' 48" OL  | NH/WN099 | Upload foto       |
| Woonhuis                                                                                            |          |           | Zandvoorterweg 27-29        | Aerdenhout  |                               | NH/WN100 | Upload foto       |
| Tuinarchitectuur: tempel - vijver - theehuis - ijskelder - trace miniatuurtrein - reeks bloemperken |          |           | Van Lennepweg 16-18         | Aerdenhout  | 52° 22' 40" NB, 4° 32' 25" OL | NH/WN101 | Upload foto       |
| Tuinmanswoning                                                                                      |          |           | Van Lennepweg 58            | Aerdenhout  | 52° 22' 37" NB, 4° 32' 26" OL | NH/WN102 | Upload foto       |
| Woonhuis                                                                                            |          |           | Binnenweg 14                | Bennebroek  | 52° 19' 17" NB, 4° 36' 6" OL  | NH/WN103 | Upload foto       |
| Landhuis/villa                                                                                      |          |           | Rijksstraatweg 27           | Bennebroek  | 52° 24' 2" NB, 4° 38' 40" OL  | NH/WN104 | Upload foto       |
| Grenspalen: A-nrs. 3435, 4032, 4033 - H-nrs. 4033, 4260 (3915)                                      |          |           | Kennemerbeekweg/Zandlaan    | Bennebroek  |                               | NH/WN105 | Upload foto       |
| Voormalige Tuinmanswoning                                                                           |          |           | Binnenweg 8                 | Bennebroek  | 52° 19' 18" NB, 4° 36' 7" OL  | NH/WN106 | Upload foto       |
| Landhuis/villa                                                                                      |          |           | Rijksstraatweg 71           | Bennebroek  | 52° 24' 9" NB, 4° 38' 45" OL  | NH/WN107 | Upload foto       |
| Landhuis/villa                                                                                      |          |           | Rijksstraatweg 79           | Bennebroek  | 52° 24' 9" NB, 4° 38' 46" OL  | NH/WN108 | Upload foto       |
| Stalhouderij                                                                                        |          |           | Zomerzorgerlaan 17          | Bloemendaal | 52° 24' 19" NB, 4° 37' 8" OL  | NH/WN109 | Upload foto       |
| Landhuis/villa                                                                                      |          |           | Dr. J.P.Thijsselaan 3       | Bloemendaal | 52° 24' 13" NB, 4° 36' 38" OL | NH/WN110 | Upload foto       |
| Landhuis/villa                                                                                      |          |           | Rijperweg 9                 | Bloemendaal | 52° 24' 7" NB, 4° 36' 44" OL  | NH/WN111 | Upload foto       |
| Kerk                                                                                                |          |           | Dennenweg 16                | Bloemendaal | 52° 24' 40" NB, 4° 37' 24" OL | NH/WN112 | Meer afbeeldingen |
| Tuin                                                                                                |          |           | Zomerzorgerlaan 2a          | Bloemendaal | 52° 24' 36" NB, 4° 36' 39" OL | NH/WN113 | Upload foto       |
| Woonhuis                                                                                            |          |           | Huyghens Backerlaan 2       | Bloemendaal | 52° 24' 9" NB, 4° 36' 41" OL  | NH/WN114 | Upload foto       |
| Landhuis/villa                                                                                      |          |           | Rijperweg 5                 | Bloemendaal | 52° 24' 12" NB, 4° 36' 43" OL | NH/WN115 | Upload foto       |
| Landhuis/villa                                                                                      |          |           | Bloemendaalseweg 169        | Bloemendaal | 52° 23' 59" NB, 4° 36' 54" OL | NH/WN116 | Upload foto       |
| Woonhuis                                                                                            |          |           | Duin en Beeklaan 28         | Bloemendaal |                               | NH/WN117 | Upload foto       |
| Landhuis/villa                                                                                      |          |           | Midden Duin en Daalseweg 16 | Bloemendaal | 52° 24' 19" NB, 4° 36' 24" OL | NH/WN118 |                   |
| Hofje                                                                                               |          |           | Hofje van Stoel 1-10        | Bloemendaal | 52° 24' 25" NB, 4° 37' 18" OL | NH/WN119 | Upload foto       |
| Woonhuis                                                                                            |          |           | Duin en Beeklaan 30         | Bloemendaal |                               | NH/WN120 | Upload foto       |
| Woningcomplex                                                                                       |          |           | Leidsevaartweg 57-67        | Heemstede   | 52° 20' 32" NB, 4° 35' 53" OL | NH/WN121 | Upload foto       |
| Landhuis/villa                                                                                      |          |           | Bekslaan 30                 | Vogelenzang | 52° 19' 31" NB, 4° 34' 52" OL | NH/WN122 | Upload foto       |
| Woonhuis                                                                                            |          |           | Vogelenzangseweg 166        | Vogelenzang | 52° 20' 4" NB, 4° 34' 28" OL  | NH/WN123 | Upload foto       |
| Voorfilters                                                                                         |          |           | Vogelenzangseweg 21         | Vogelenzang | 52° 20' 45" NB, 4° 35' 36" OL | NH/WN124 | Upload foto       |
| Pompgebouwtje                                                                                       |          |           | Vogelenzangseweg 21         | Vogelenzang | 52° 20' 45" NB, 4° 35' 36" OL | NH/WN125 | Upload foto       |
| Pompstation                                                                                         |          |           | Vogelenzangseweg 21         | Vogelenzang | 52° 20' 45" NB, 4° 35' 36" OL | NH/WN126 | Upload foto       |

## Castricum
De gemeente Castricum kent 6 provinciale monumenten:
| Object                                        | Bouwjaar | Architect | Locatie           | Plaats    | Coördinaten                   | PM-nr.   | Afbeelding  |
| --------------------------------------------- | -------- | --------- | ----------------- | --------- | ----------------------------- | -------- | ----------- |
| Machinegebouw - schuurtje - inwateringsduiker |          |           | Fielkerweg 4      | Akersloot | 52° 32' 56" NB, 4° 43' 46" OL | NH/WN128 | Upload foto |
| Archeologisch monument: boerderij - weilanden |          |           | "Croonenburgh"    | Castricum |                               | NH/WN129 | Upload foto |
| Grenspaal                                     |          |           | Rijksweg          | Limmen    | 52° 34' 16" NB, 4° 41' 35" OL | NH/WN130 | Upload foto |
| Dijk Strandvlaktedijken                       |          |           | De Limmerzanddijk | Limmen    |                               | NH/WN131 | Upload foto |
| Archeologisch monument                        |          |           | Heemstederweg     | Castricum | 52° 32' 11" NB, 4° 40' 36" OL | NH/WN603 | Upload foto |
| Archeologisch monument                        |          |           | Bleumerweg 12     | Castricum | 52° 33' 59" NB, 4° 39' 24" OL | NH/WN604 | Upload foto |

## Den Helder
De gemeente Den Helder kent 3 provinciale monumenten:
| Object                  | Bouwjaar | Architect   | Locatie           | Plaats                | Coördinaten                   | PM-nr.   | Afbeelding        |
| ----------------------- | -------- | ----------- | ----------------- | --------------------- | ----------------------------- | -------- | ----------------- |
| Huisduiner Kerk         | 1896     |             | Badhuisstraat 26  | Huisduinen            | 52° 57' 11" NB, 4° 43' 28" OL | NH/WN132 | Meer afbeeldingen |
| Stelling van Den Helder |          |             | Meerdere locaties | Den Helder/Huisduinen | 52° 57' 3" NB, 4° 43' 19" OL  | NH/WN133 | Upload foto       |
| Voormalig Pompstation   | 1907     | Jan Schotel | Duinweg 50        | Huisduinen            | 52° 57' 2" NB, 4° 44' 0" OL   | NH/WN134 |                   |

## Diemen
De gemeente Diemen kent 2 provinciale monumenten:
| Object                                                                      | Bouwjaar | Architect | Locatie          | Plaats | Coördinaten                  | PM-nr.   | Afbeelding |
| --------------------------------------------------------------------------- | -------- | --------- | ---------------- | ------ | ---------------------------- | -------- | ---------- |
| Stelling van Amsterdam: Het werk aan het IJ voor Diemerdam (Fort Diemerdam) |          |           | Overdiemerweg 37 | Diemen | 52° 20' 34" NB, 5° 0' 48" OL | NH/WN135 |            |
| Stelling van Amsterdam: Kringenwet-boerderij Zeehoeve                       |          |           | Overdiemerweg 41 | Diemen | 52° 20' 32" NB, 5° 0' 59" OL | NH/WN136 |            |

## Drechterland
De gemeente Drechterland kent 7 provinciale monumenten:
| Object                                  | Bouwjaar | Architect | Locatie                                                                                             | Plaats        | Coördinaten                   | PM-nr.   | Afbeelding        |
| --------------------------------------- | -------- | --------- | --------------------------------------------------------------------------------------------------- | ------------- | ----------------------------- | -------- | ----------------- |
| Stolpboerderij                          |          |           | Hemmerbuurt 1                                                                                       | Hem           | 52° 39' 43" NB, 5° 11' 45" OL | NH/WN137 |                   |
| Stolpboerderij                          |          |           | Dorpsstraat 74                                                                                      | Schellinkhout | 52° 38' 20" NB, 5° 7' 22" OL  | NH/WN139 |                   |
| Gemaal                                  |          |           | Zuiderdijk 56                                                                                       | Venhuizen     | 52° 38' 6" NB, 5° 10' 35" OL  | NH/WN583 | Upload foto       |
| Sluis                                   |          |           | Zuiderdijk bij 30                                                                                   | Venhuizen     | 52° 38' 41" NB, 5° 12' 27" OL | NH/WN141 | Meer afbeeldingen |
| Westfriese Omringdijk                   |          |           | Kleiputten langs de Westfriese Omringdijk langs de Zuiderdijk van Drechterland                      | Venhuizen     |                               | NH/WN142 |                   |
| Westfriese Omringdijk                   |          |           | Westfriese Omringdijk/Zuiderdijk van Drechterland, Schellinkhout, Wijdenes, Oosterleek en Venhuizen | Venhuizen     |                               | NH/WN584 |                   |
| Westfriese Omringdijk: Buitendijks land |          |           | Buitendijks land bij Ter Sluis, Oosterleek, Wijdenes en Schellinkhout                               | Venhuizen     |                               | NH/WN143 | Upload foto       |

## Edam-Volendam
De gemeente Edam-Volendam kent 26 provinciale monumenten:
| Object                                                                    | Bouwjaar | Architect                          | Locatie                               | Plaats         | Coördinaten                  | PM-nr.   | Afbeelding        |
| ------------------------------------------------------------------------- | -------- | ---------------------------------- | ------------------------------------- | -------------- | ---------------------------- | -------- | ----------------- |
| Stelling van Amsterdam: Pompsluis: schutsluis - ophaalbrug                |          |                                    | Lingerzijde/Wijngaardsgracht          | Edam           |                              | NH/WN144 |                   |
| Zeesluis: wachthuisje - sluiswachterswoning                               |          |                                    | Oorgat                                | Edam           | 52° 30' 60" NB, 5° 4' 20" OL | NH/WN145 |                   |
| Stelling van Amsterdam: Fort bij Edam                                     |          |                                    | Oorgat 10                             | Edam           | 52° 31' 4" NB, 5° 4' 3" OL   | NH/WN146 | Meer afbeeldingen |
| Dijk Noorder IJ- en Zeedijken                                             |          |                                    | Zuidpolderzeedijk onder Edam          | Edam           |                              | NH/WN147 | Upload foto       |
| Dijk Noorder IJ- en Zeedijken                                             |          |                                    | Noordeinde van Volendam               | Volendam       | 52° 30' 1" NB, 5° 4' 54" OL  | NH/WN148 | Upload foto       |
| Dijk Noorder IJ- en Zeedijken                                             |          |                                    | Zuideinde van Volendam                | Volendam       | 52° 29' 31" NB, 5° 4' 13" OL | NH/WN149 | Upload foto       |
| Dijk Noorder IJ- en Zeedijken                                             |          |                                    | Kathammerzeedijk                      | Edam           | 52° 29' 30" NB, 5° 3' 38" OL | NH/WN150 | Upload foto       |
| Gemaal - kolenloods - molen - voorwaterloop                               |          |                                    | Burg. Versteegsingel 3                | Edam           | 52° 30' 41" NB, 5° 3' 26" OL | NH/WN151 |                   |
| Westfriese Omringdijk: dijk                                               |          |                                    | Oudendijk/Westerdijk                  | Beets          | 52° 38' 12" NB, 5° 2' 6" OL  | NH/WN583 | Upload foto       |
| Noorder IJ- en Zeedijk: dijk                                              |          |                                    | De Klamdijk                           | Beets          |                              | NH/WN584 | Upload foto       |
| Noorder IJ- en Zeedijk: dijk                                              |          |                                    | De Schardam                           | Beets          | 52° 35' 42" NB, 5° 1' 3" OL  | NH/WN585 | Upload foto       |
| Gemaal Zeevang                                                            | 1879     | Ingenieursbureau W.C. en K. de Wit | Zeevangsdijkje 2                      | Kwadijk        | 52° 31' 40" NB, 5° 0' 22" OL | NH/WN586 |                   |
| Stelling van Amsterdam: woonhuis                                          |          |                                    | Zeevangsdijkje 4                      | Kwadijk        | 52° 31' 39" NB, 5° 0' 5" OL  | NH/WN587 |                   |
| Stelling van Amsterdam: Onderdelen v.h. fort bij Kwadijk bij grenspaal 09 |          |                                    | (Achter) Fortweg 2                    | Kwadijk        |                              | NH/WN588 | Upload foto       |
| Noorder IJ- en Zeedijk: dijk                                              |          |                                    | De Oosterkoog                         | Oosthuizen     |                              | NH/WN589 |                   |
| Noorder IJ- en Zeedijk: braak                                             |          |                                    | De Koogbraak                          | Oosthuizen     | 52° 35' 12" NB, 5° 1' 10" OL | NH/WN590 |                   |
| Noorder IJ- en Zeedijk: Buitendijks land                                  |          |                                    | Buitendijks land bij Schardam         | Schardam/Beets |                              | NH/WN591 |                   |
| Sluis                                                                     |          |                                    | Oudendijk                             | Schardam       | 52° 36' 4" NB, 4° 58' 1" OL  | NH/WN592 |                   |
| Noorder IJ- en Zeedijk: dijk                                              |          |                                    | Buitendijks land bij Warder           | Warder         |                              | NH/WN593 | Upload foto       |
| Noorder IJ- en Zeedijk: braak                                             |          |                                    | Hogendijkerbraak                      | Warder         | 52° 33' 34" NB, 5° 2' 28" OL | NH/WN594 | Upload foto       |
| Noorder IJ- en Zeedijk: braak                                             |          |                                    | De Moordenaarsbraak                   | Warder         | 52° 32' 39" NB, 5° 3' 9" OL  | NH/WN595 |                   |
| Noorder IJ- en Zeedijk: braak                                             |          |                                    | Grote Braak ten Noorden van Edam      | Warder         |                              | NH/WN596 |                   |
| Noorder IJ- en Zeedijk: braak                                             |          |                                    | Kleine Braak ten Noorden van Edam     | Warder         |                              | NH/WN597 | Upload foto       |
| Noorder IJ- en Zeedijk: Buitendijks land                                  |          |                                    | Buitendijks land ten Noorden van Edam | Zeevang / Edam |                              | NH/WN598 | Upload foto       |
| Westfriese Omringdijk                                                     |          |                                    | Zuiderdijk van Drechterland           | Schardam       |                              | NH/WN599 |                   |
| Westfriese Omringdijk: wiel                                               |          |                                    | Westerdijk van Drechterland           | Schardam       | 52° 36' 33" NB, 5° 1' 5" OL  | NH/WN601 |                   |

## Enkhuizen
De gemeente Enkhuizen kent 3 provinciale monumenten:
| Object                                  | Bouwjaar | Architect | Locatie | Plaats    | Coördinaten | PM-nr.   | Afbeelding  |
| --------------------------------------- | -------- | --------- | --- | --------- | ----------- | -------- | ----------- |
| Wierschuur                              |          |           | Wierdijk 18/v.m. De Haukes 42                                                                                              | Enkhuizen |             | NH/WN152 |             |
| Westfriese Omringdijk: dijk             |          |           | Flevolaan, Zuiderspui, Dijkstraatje, Breedstraat, Vissersdijk, Sybrandsplein, Noorderdijkweg, Noorderdijk van Drechterland | Enkhuizen |             | NH/WN153 | Upload foto |
| Westfriese Omringdijk: Buitendijks land |          |           | Buitendijks land ten noorden van Enkhuizen                                                                                 | Enkhuizen |             | NH/WN154 | Upload foto |

## Gooise Meren
De gemeente Gooise Meren kent 6 provinciale monumenten:
| Object | Bouwjaar | Architect | Locatie            | Plaats  | Coördinaten                   | PM-nr.   | Afbeelding        |
| --- | -------- | --------- | ------------------ | ------- | ----------------------------- | -------- | ----------------- |
| Station Naarden-Bussum: hoofdgebouw - voetgangerstunnel - wachtlokalen - dienstruimten - transformatorhuis | 1926     |           | Stationsweg 3      | Bussum  | 52° 16' 51" NB, 5° 9' 28" OL  | NH/WN127 | Meer afbeeldingen |
| Stelling van Amsterdam: Kringenwetboerderij                                                                |          |           | Weesperbinnenweg 1 | Muiden  | 52° 19' 29" NB, 5° 3' 46" OL  | NH/WN382 | Upload foto       |
| Sluis - ophaalbrug                                                                                         |          |           | Fermanplantsoen    | Muiden  | 52° 19' 41" NB, 5° 3' 54" OL  | NH/WN383 | Upload foto       |
| Sluis - brug                                                                                               |          |           | Heerengracht       | Muiden  | 52° 19' 49" NB, 5° 4' 11" OL  | NH/WN384 | Upload foto       |
| Woonhuis met bijbehorende tuin                                                                             |          |           | Valkeveenselaan 19 | Naarden | 52° 18' 6" NB, 5° 11' 29" OL  | NH/WN385 | Upload foto       |
| Woonhuis met bijbehorende tuin                                                                             |          |           | Bollelaan 22       | Naarden | 52° 17' 21" NB, 5° 11' 21" OL | NH/WN386 | Upload foto       |

## Haarlem
De gemeente Haarlem kent 17 provinciale monumenten:
| Object                                                                           | Bouwjaar | Architect | Locatie                    | Plaats    | Coördinaten                   | PM-nr.   | Afbeelding        |
| -------------------------------------------------------------------------------- | -------- | --------- | -------------------------- | --------- | ----------------------------- | -------- | ----------------- |
| Stelling van Amsterdam: Inlaatduiker aan de Zuiderpolder                         |          |           | Ringvaart                  | Haarlem   | 52° 22' 25" NB, 4° 40' 20" OL | NH/WN163 | Upload foto       |
| Stelling van Amsterdam: Inlaatduiker aan de Waarderpolder                        |          |           | Vijfhuizerdijk             | Haarlem   | 52° 23' 42" NB, 4° 40' 21" OL | NH/WN164 | Upload foto       |
| Stelling van Amsterdam: Damsluis in Haarlemmermeerringvaart Vijfhuizen, nrd/zd   |          |           | Vijfhuizerdijk t.h.v. 71   | Haarlem   | 52° 21' 30" NB, 4° 40' 33" OL | NH/WN165 | Upload foto       |
| Stelling van Amsterdam: Inlaatduiker aan de Vijfhuizerpolder                     |          |           | Vijfhuizerpolder           | Haarlem   | 52° 21' 30" NB, 4° 40' 30" OL | NH/WN166 | Upload foto       |
| Stelling van Amsterdam: Inlaatduiker aan de Veerpolder                           |          |           | Liewegje                   | Haarlem   | 52° 23' 24" NB, 4° 40' 29" OL | NH/WN167 | Upload foto       |
| Stelling van Amsterdam: Damsluis in de Fuikvaart                                 |          |           | Fuikvaart bij Ringvaart    | Haarlem   | 52° 22' 23" NB, 4° 40' 18" OL | NH/WN168 | Upload foto       |
| Stelling van Amsterdam: Opzichterswoning                                         |          |           | Visserseinde 24-26         | Spaarndam | 52° 24' 59" NB, 4° 0' 0" OL   | NH/WN169 |                   |
| Gemaal Spaarndam                                                                 |          |           | Pol 52                     | Spaarndam | 52° 24' 39" NB, 4° 40' 27" OL | NH/WN170 | Meer afbeeldingen |
| Stelling van Amsterdam: Fort bezuiden Spaarndam                                  |          |           | Boezemkade 1               | Spaarndam | 52° 24' 54" NB, 4° 40' 33" OL | NH/WN171 | Meer afbeeldingen |
| Stelling van Amsterdam: Nevenbatterij Fort bezuiden Spaarndam                    |          |           | Spaarndam                  | Spaarndam | 52° 24' 56" NB, 4° 40' 27" OL | NH/WN172 | Upload foto       |
| Stelling van Amsterdam: Stenen beer bij Spaarndam                                |          |           | Slaperdijk                 | Spaarndam | 52° 25' 38" NB, 4° 39' 8" OL  | NH/WN173 | Upload foto       |
| Stelling van Amsterdam: Voorstelling bij Spaarndam                               |          |           | Voorstelling bij Spaarndam | Spaarndam | 52° 24' 56" NB, 4° 40' 27" OL | NH/WN174 | Meer afbeeldingen |
| Stelling van Amsterdam: Damsluis aan de Heksloot nabij het Spaarne               |          |           | Heksloot                   | Spaarndam | 52° 24' 53" NB, 4° 39' 56" OL | NH/WN175 | Upload foto       |
| Stelling van Amsterdam: Damsluis/toevoerkanaal bij Boezemkanaal v.h. stoomgemaal |          |           | Boezemkanaal               | Spaarndam | 52° 24' 44" NB, 4° 40' 29" OL | NH/WN176 | Upload foto       |
| Stelling van Amsterdam: Damsluis in kanaal naar Kleine Sluis nabij het Spaarne   |          |           | Spaarndamse weg            | Spaarndam | 52° 23' 60" NB, 4° 39' 8" OL  | NH/WN177 | Upload foto       |
| Stelling van Amsterdam: Inundatiekanaal door de voorstelling bij Spaarndam       |          |           | Nieuwe Rijweg              | Spaarndam | 52° 24' 49" NB, 4° 40' 25" OL | NH/WN178 | Upload foto       |
| Stelling van Amsterdam: Inlaatduiker in de Oude Spaarndammerpolder               |          |           | Oude Spaarndammerpolder    | Spaarndam |                               | NH/WN179 | Upload foto       |

## Haarlemmermeer
De gemeenten Haarlemmerliede en Spaarnwoude en Haarlemmermeer zijn op 1 januari 2019 gefuseerd.
De gemeente Haarlemmerliede en Spaarnwoude kende 9 provinciale monumenten:
| Object                                                                            | Bouwjaar | Architect | Locatie                        | Plaats          | Coördinaten                   | PM-nr.   | Afbeelding        |
| --------------------------------------------------------------------------------- | -------- | --------- | ------------------------------ | --------------- | ----------------------------- | -------- | ----------------- |
| Stelling van Amsterdam: Fort bij Penningsveer                                     |          |           | Penningsveer 2                 | Haarlemmerliede | 52° 23' 35" NB, 4° 40' 42" OL | NH/WN180 | Meer afbeeldingen |
| Stelling van Amsterdam: Nevenbatterij van het fort bij Penningsveer               |          |           | Penningsveer 2/Lagedijk 4a     | Haarlemmerliede | 52° 23' 37" NB, 4° 40' 43" OL | NH/WN181 | Upload foto       |
| Stelling van Amsterdam: Fort bij de Liebrug                                       |          |           | Liedeweg 9 en 9a               | Haarlemmerliede | 52° 23' 10" NB, 4° 41' 21" OL | NH/WN182 | Meer afbeeldingen |
| Stelling van Amsterdam: Liniewal                                                  |          |           | K.M. Rooselaantje              | Haarlemmerliede |                               | NH/WN183 | Upload foto       |
| Stelling van Amsterdam: Kazemat van Fort aan de Liede (noordelijk deel)           |          |           | K.M. Rooselaantje              | Haarlemmerliede |                               | NH/WN184 | Upload foto       |
| Stelling van Amsterdam: Kazemat van Fort aan de Liede (zuidelijk deel)            |          |           | K.M. Rooselaantje              | Haarlemmerliede |                               | NH/WN185 | Upload foto       |
| Stelling van Amsterdam: Penningsveer, scherfvrij onderkomen aan de Lage Dijk      |          |           | Westzijde t.o. nr. 6           | Penningsveer    |                               | NH/WN186 | Upload foto       |
| Stelling van Amsterdam: Kruitmagazijn                                             |          |           | Kerkweg 19                     | Spaarnwoude     | 52° 24' 7" NB, 4° 41' 34" OL  | NH/WN187 | Upload foto       |
| Stelling van Amsterdam: Damsluis in de Haarlemmerringvaart bij Halfweg, nrd en zd |          |           | tegenover Zwanenburgerdijk 510 | Halfweg         |                               | NH/WN188 | Upload foto       |

De gemeente Haarlemmermeer kende 23 provinciale monumenten:
| Object                                                                        | Bouwjaar | Architect | Locatie                          | Plaats     | Coördinaten                   | PM-nr.   | Afbeelding        |
| ----------------------------------------------------------------------------- | -------- | --------- | -------------------------------- | ---------- | ----------------------------- | -------- | ----------------- |
| Stelling van Amsterdam: Kringenwetboerderij                                   |          |           | Cruquiusdijk 120                 | Cruquius   |                               | NH/WN189 | Upload foto       |
| Stelling van Amsterdam: Kringenwetboerderij                                   |          |           | Cruquiusdijk 113                 | Cruquius   |                               | NH/WN190 | Upload foto       |
| Stelling van Amsterdam: Fort bij Heemstede                                    |          |           | Cruquiusdijk / Spaarneweg        | Cruquius   |                               | NH/WN191 | Upload foto       |
| Stelling van Amsterdam: Damsluis in de Hoofdvaart                             |          |           | Hoofdvaart                       | Hoofddorp  | 52° 17' 11" NB, 4° 40' 14" OL | NH/WN192 | Upload foto       |
| Stelling van Amsterdam: Damsluis in de Slotertocht                            |          |           | Slotertocht                      | Rijsenhout | 52° 15' 58" NB, 4° 41' 45" OL | NH/WN193 | Upload foto       |
| Stelling van Amsterdam: Liniewal door de Haarlemmermeerpolder (Geniedijk)     |          |           | Geniedijk                        | Hoofddorp  | 52° 18' 44" NB, 4° 40' 55" OL | NH/WN194 | Upload foto       |
| Stelling van Amsterdam: Kringenwetwoning                                      |          |           | Rijnlanderweg 1011               | Hoofddorp  | 52° 17' 1" NB, 4° 42' 3" OL   | NH/WN195 | Upload foto       |
| Stelling van Amsterdam: Insnijding in de liniewal voor spoorweg bij Hoofddorp |          |           | Kruisweg/Paxlaan                 | Hoofddorp  |                               | NH/WN196 | Upload foto       |
| Stelling van Amsterdam: Fort bij Hoofddorp                                    |          |           | Hoofdweg-Westzijde               | Hoofddorp  | 52° 18' 25" NB, 4° 41' 38" OL | NH/WN197 | Meer afbeeldingen |
| Stelling van Amsterdam: Brug acces Hoofdweg-Westzijde over Voorkanaal         |          |           | Hoofdweg-Westzijde bij Geniedijk | Hoofddorp  |                               | NH/WN198 | Upload foto       |
| Stelling van Amsterdam: Nevenbatterij van het fort bij Hoofddorp              |          |           | Hoofdvaart                       | Hoofddorp  | 52° 17' 11" NB, 4° 40' 14" OL | NH/WN199 | Upload foto       |
| Stelling van Amsterdam: Batterij aan de Sloterweg (Rijnlanderweg)             |          |           | Sloterweg                        | Hoofddorp  | 52° 19' 50" NB, 4° 46' 6" OL  | NH/WN200 | Upload foto       |
| Stelling van Amsterdam: Bruggen acces Rijnlanderweg Voor-en Achterkanaal      |          |           | Rijnlanderweg                    | Hoofddorp  | 52° 16' 10" NB, 4° 40' 51" OL | NH/WN201 | Upload foto       |
| Stelling van Amsterdam: Fort bij Aalsmeer                                     |          |           | Aalsmeerderdijk 460              | Rijsenhout | 52° 16' 8" NB, 4° 44' 6" OL   | NH/WN202 | Upload foto       |
| Stelling van Amsterdam: Schutsluis met inlaatduiker                           |          |           | Schutsluis                       | Rijsenhout | 52° 21' 15" NB, 4° 51' 1" OL  | NH/WN203 | Upload foto       |
| Stelling van Amsterdam: Nevenbatterij bij het fort bij Aalsmeer               |          |           | Geniedijk                        | Rijsenhout | 52° 18' 44" NB, 4° 40' 55" OL | NH/WN204 | Upload foto       |
| Stelling van Amsterdam: Fort bij Vijfhuizen                                   |          |           | Spieringerweg 613                | Vijfhuizen | 52° 20' 48" NB, 4° 40' 19" OL | NH/WN205 | Upload foto       |
| Stelling van Amsterdam: Hevel op de Ringdijk nabij het fort bij Vijfhuizen    |          |           | Bij Spieringweg 613              | Vijfhuizen |                               | NH/WN206 | Upload foto       |
| Stelling van Amsterdam: Voorstelling bij Vijfhuizen                           |          |           | Cruquiusdijk bij 122             | Vijfhuizen |                               | NH/WN207 | Upload foto       |
| Stelling van Amsterdam: Nevenbatterij van het fort bij Vijfhuizen             |          |           | Spieringweg                      | Vijfhuizen | 52° 19' 30" NB, 4° 38' 29" OL | NH/WN208 | Upload foto       |
| Stelling van Amsterdam: Damsluis in de IJtocht                                |          |           | IJtocht                          | Vijfhuizen | 52° 19' 34" NB, 4° 39' 48" OL | NH/WN209 | Upload foto       |
| Stelling van Amsterdam: Batterij aan de IJweg                                 |          |           | IJweg                            | Vijfhuizen | 52° 18' 0" NB, 4° 38' 43" OL  | NH/WN210 | Upload foto       |
| Stelling van Amsterdam: Bruggen acces IJweg Voor- en achterkanaal             |          |           | IJweg                            | Vijfhuizen | 52° 18' 0" NB, 4° 38' 43" OL  | NH/WN211 | Upload foto       |

## Heemskerk
De gemeente Heemskerk kent 9 provinciale monumenten:
| Object                                                                       | Bouwjaar | Architect | Locatie                                                      | Plaats    | Coördinaten                   | PM-nr.   | Afbeelding        |
| ---------------------------------------------------------------------------- | -------- | --------- | ------------------------------------------------------------ | --------- | ----------------------------- | -------- | ----------------- |
| Stelling van Amsterdam: Liniewal beoosten het fort bij Veldhuis              |          |           | Bij Communicatieweg, liniewal beoosten het fort bij Veldhuis | Heemskerk | 52° 30' 51" NB, 4° 40' 56" OL | NH/WN212 |                   |
| Stelling van Amsterdam: Inundatieduiker in inundatiekering Fort bij Veldhuis |          |           | Zuidermaatweg, bewesten Fort Veldhuis                        | Heemskerk | 52° 30' 51" NB, 4° 40' 56" OL | NH/WN213 |                   |
| Stelling van Amsterdam: Grenspalen aan de Zuidermaatweg                      |          |           | Zuidermaatweg                                                | Heemskerk |                               | NH/WN215 |                   |
| Stelling van Amsterdam: Fort bij Veldhuis                                    | 1893     |           | Genieweg 1                                                   | Heemskerk | 52° 29' 51" NB, 4° 42' 26" OL | NH/WN216 | Meer afbeeldingen |
| Stelling van Amsterdam: Nevenbatterij van het fort bij Veldhuis              |          |           | Genieweg 1 (St. Aagtendijk/Zuidermaatweg?)                   | Heemskerk |                               | NH/WN217 |                   |
| Stelling van Amsterdam: Voorzieningen aan de St. Aagtendijk                  |          |           | Genieweg 1                                                   | Heemskerk | 52° 29' 51" NB, 4° 42' 26" OL | NH/WN218 | Upload foto       |
| Stelling van Amsterdam: Duikers in de inundatiekering bij fort Veldhuis      |          |           | Zuidermaatweg                                                | Heemskerk |                               | NH/WN219 |                   |
| Dijk Noorder IJ- en Zeedijken                                                |          |           | De Sint Aagtendijk/Geniedijk                                 | Heemskerk | 52° 30' 51" NB, 4° 40' 56" OL | NH/WN220 | Upload foto       |

## Heemstede
De gemeente Heemstede kent 23 provinciale monumenten:
| Object                                 | Bouwjaar | Architect | Locatie                | Plaats      | Coördinaten                   | PM-nr.   | Afbeelding        |
| -------------------------------------- | -------- | --------- | ---------------------- | ----------- | ----------------------------- | -------- | ----------------- |
| Woonhuis                               |          |           | Van Merlenlaan 4a      | Heemstede   | 52° 20' 49" NB, 4° 36' 60" OL | NH/WN221 | Upload foto       |
| Landhuis/villa                         |          |           | Van Merlenlaan 4       | Heemstede   | 52° 20' 49" NB, 4° 37' 0" OL  | NH/WN222 | Upload foto       |
| Woningcomplex                          |          |           | Leidsevaartweg 75/77   | Heemstede   | 52° 20' 43" NB, 4° 35' 59" OL | NH/WN223 | Upload foto       |
| Watertoren                             |          |           | Nijverheidsweg 5       | Heemstede   | 52° 20' 46" NB, 4° 37' 39" OL | NH/WN224 | Meer afbeeldingen |
| Woonhuis                               |          |           | Herenweg 40            | Heemstede   | 52° 20' 46" NB, 4° 36' 34" OL | NH/WN225 | Upload foto       |
| Woonhuis                               |          |           | Herenweg 92            | Heemstede   | 52° 21' 9" NB, 4° 36' 44" OL  | NH/WN226 | Upload foto       |
| Brug                                   |          |           | J.H. Weisenbruchweg    | Heemstede   | 52° 21' 37" NB, 4° 0' 0" OL   | NH/WN227 | Upload foto       |
| Brug                                   |          |           | Pieter de Hoogstraat   | Heemstede   | 52° 21' 32" NB, 4° 37' 48" OL | NH/WN228 | Upload foto       |
| Brug                                   |          |           | Glipperweg             | Heemstede   | 52° 19' 39" NB, 4° 36' 22" OL | NH/WN229 | Upload foto       |
| Brug                                   |          |           | Wagnerkade             | Heemstede   | 52° 21' 16" NB, 4° 37' 43" OL | NH/WN230 | Upload foto       |
| Grenspalen                             |          |           | Glipperdreef 199       | Heemstede   | 52° 20' 0" NB, 4° 36' 41" OL  | NH/WN231 | Upload foto       |
| Grenspaal                              |          |           | Eykmanlaan t.o. nr. 29 | Heemstede   | 52° 21' 8" NB, 4° 0' 0" OL    | NH/WN232 | Upload foto       |
| Tuinmanswoning                         |          |           | Kadijk 29              | Heemstede   | 52° 19' 59" NB, 4° 36' 12" OL | NH/WN233 | Upload foto       |
| Grafsculptuur                          |          |           | Herfstlaan 1           | Heemstede   | 52° 20' 26" NB, 4° 37' 13" OL | NH/WN234 | Upload foto       |
| Voormalig Pompstation                  |          |           | Leidsevaartweg 73      | Heemstede   | 52° 20' 41" NB, 4° 35' 57" OL | NH/WN235 | Meer afbeeldingen |
| Grafmonument                           |          |           | Herfstlaan 1           | Heemstede   | 52° 20' 26" NB, 4° 37' 13" OL | NH/WN236 | Upload foto       |
| Grafmonument                           |          |           | Herfstlaan 1           | Heemstede   | 52° 20' 26" NB, 4° 37' 13" OL | NH/WN237 | Upload foto       |
| Grafmonument                           |          |           | Herfstlaan 1           | Heemstede   | 52° 20' 26" NB, 4° 37' 13" OL | NH/WN238 | Upload foto       |
| Pompgebouw reservoir                   |          |           | Vogelenzangseweg 21    | Vogelenzang | 52° 20' 45" NB, 4° 35' 36" OL | NH/WN239 | Upload foto       |
| Nafilters                              |          |           | Vogelenzangseweg 21    | Vogelenzang | 52° 20' 45" NB, 4° 35' 36" OL | NH/WN240 | Upload foto       |
| Regulateurgebouwtjes                   |          |           | Vogelenzangseweg 21    | Vogelenzang | 52° 20' 45" NB, 4° 35' 36" OL | NH/WN241 | Upload foto       |
| Regulateurgebouwtjes                   |          |           | Vogelenzangseweg 21    | Vogelenzang | 52° 20' 45" NB, 4° 35' 36" OL | NH/WN242 | Upload foto       |
| Toegangsgebouw tot terrein waterkelder |          |           | Vogelenzangseweg 21    | Vogelenzang | 52° 20' 45" NB, 4° 35' 36" OL | NH/WN243 | Upload foto       |

## Heerhugowaard
De gemeente Heerhugowaard kent 1 provinciaal monument:
| Object      | Bouwjaar | Architect | Locatie            | Plaats        | Coördinaten                 | PM-nr.   | Afbeelding  |
| ----------- | -------- | --------- | ------------------ | ------------- | --------------------------- | -------- | ----------- |
| Trafohuisje |          |           | Verlaat t.o. 46-48 | Heerhugowaard | 52° 43' 19" NB, 1° 0' 0" OL | NH/WN244 | Upload foto |

## Hilversum
De gemeente Hilversum kent 7 provinciale monumenten:
| Object                                    | Bouwjaar | Architect | Locatie                        | Plaats    | Coördinaten                   | PM-nr.   | Afbeelding  |
| ----------------------------------------- | -------- | --------- | ------------------------------ | --------- | ----------------------------- | -------- | ----------- |
| Twee grenspalen: nr. 10 en nr. 11         |          |           | Soestdijkerstraatweg           | Hilversum | 52° 12' 44" NB, 5° 12' 2" OL  | NH/WN245 |             |
| Zes grenspalen: nr. 12 t/m 17             |          |           | Verlengde van Goyersgracht 9   | Hilversum | 52° 14' 26" NB, 5° 0' 0" OL   | NH/WN246 |             |
| Grenspaal nr. 22                          |          |           | Floris V weg/Kanaaldijk        | Hilversum | 52° 10' 49" NB, 5° 7' 54" OL  | NH/WN247 |             |
| Drie grenspalen: nr. 19 t/m 21            |          |           | Graaf Floris V weg             | Hilversum | 52° 10' 45" NB, 5° 9' 37" OL  | NH/WN248 |             |
| Grenspaal nr. 18                          |          |           | Utrechtseweg/Graaf FlorisV weg | Hilversum | 52° 10' 42" NB, 5° 0' 0" OL   | NH/WN249 |             |
| Tuin                                      |          |           | Sparrenlaan 20                 | Hilversum | 52° 12' 12" NB, 5° 10' 32" OL | NH/WN250 | Upload foto |
| Park met deeltuinen - natuurbad - badhuis |          |           | Utrechtseweg 195 t/m 209       | Hilversum | 52° 11' 34" NB, 5° 10' 44" OL | NH/WN251 | Upload foto |

## Hollands Kroon
De gemeente Hollands Kroon kent 54 provinciale monumenten:
| Object                                 | Bouwjaar | Architect | Locatie                                               | Plaats                | Coördinaten                   | PM-nr.   | Afbeelding        |
| -------------------------------------- | -------- | --------- | ----------------------------------------------------- | --------------------- | ----------------------------- | -------- | ----------------- |
| Kerk                                   |          |           | Molenvaart 21                                         | Anna Paulowna         | 52° 51' 42" NB, 4° 50' 1" OL  | NH/WN252 | Meer afbeeldingen |
| Gemaal                                 |          |           | V. Ewijcksvaart 10                                    | Anna Paulowna         | 52° 52' 59" NB, 4° 52' 10" OL | NH/WN253 | Upload foto       |
| Boerderij                              |          |           | Lotweg 20                                             | Anna Paulowna         | 52° 51' 26" NB, 4° 53' 25" OL | NH/WN254 | Upload foto       |
| Sluis                                  |          |           | Van Ewijcksvaart                                      | Anna Paulowna         | 52° 52' 22" NB, 4° 51' 27" OL | NH/WN255 | Upload foto       |
| Voormalige kerk                        |          |           | Heerenweg 48                                          | Barsingerhorn         | 52° 47' 6" NB, 4° 50' 39" OL  | NH/WN256 | Meer afbeeldingen |
| Abri                                   |          |           | bij Heerenweg 1                                       | Barsingerhorn         | 52° 47' 9" NB, 4° 50' 13" OL  | NH/WN257 | Meer afbeeldingen |
| Houten grafteken                       |          |           | Heerenweg                                             | Barsingerhorn         | 52° 47' 5" NB, 4° 51' 10" OL  | NH/WN258 | Upload foto       |
| Houten grafteken                       |          |           | Heerenweg                                             | Barsingerhorn         | 52° 47' 5" NB, 4° 51' 10" OL  | NH/WN259 | Upload foto       |
|                                        |          |           | Waardpolder Hoofdweg                                  | Barsingerhorn         | 52° 48' 47" NB, 4° 53' 47" OL | NH/WN260 | Upload foto       |
| Westfriese Omringdijk: dijk            |          |           | Herenweg                                              | Barsingerhorn         | 52° 43' 29" NB, 4° 56' 30" OL | NH/WN261 | Upload foto       |
| Westfriese Omringdijk: dijk            |          |           | Westfriese Omringdijk (Barsdijk)                      | Barsingerhorn         |                               | NH/WN262 | Upload foto       |
| Provinciaal beschermd dorpsgezicht     |          |           | Barsingerhorn                                         | Barsingerhorn         | 52° 47' 7" NB, 4° 50' 42" OL  | NH/WN263 | Upload foto       |
| Stolpschuur                            |          |           | bij Heerenweg 21                                      | Barsingerhorn         | 52° 47' 7" NB, 4° 50' 40" OL  | NH/WN264 |                   |
| Boerderij                              |          |           | Heerenweg 21                                          | Barsingerhorn         | 52° 47' 7" NB, 4° 50' 40" OL  | NH/WN265 |                   |
| Boerderij                              |          |           | Stoomweg 59                                           | Breezand              | 52° 53' 36" NB, 4° 50' 13" OL | NH/WN266 | Upload foto       |
| Boerderij                              |          |           | Schorweg 99                                           | Breezand              | 52° 54' 10" NB, 4° 48' 15" OL | NH/WN267 | Upload foto       |
| Landhoofden                            |          |           | Weereweg                                              | De Weere              | 52° 46' 23" NB, 4° 52' 40" OL | NH/WN268 | Upload foto       |
| Stolpboerderij                         |          |           | Hofstraat 36                                          | Den Oever             | 52° 56' 5" NB, 5° 1' 36" OL   | NH/WN269 | Upload foto       |
| Woonhuis                               |          |           | Koningstraat 29                                       | Hippolytushoef        | 52° 54' 21" NB, 4° 57' 47" OL | NH/WN270 | Upload foto       |
| Woonhuis/werkplaats                    |          |           | Nieuwstraat 44                                        | Hippolytushoef        | 52° 54' 28" NB, 4° 57' 41" OL | NH/WN271 | Upload foto       |
| Boerderij                              |          |           | Oosterklief 6                                         | Hippolytushoef        | 52° 54' 7" NB, 4° 57' 31" OL  | NH/WN272 | Upload foto       |
| Dijk Zeewerende dijk                   |          |           | Wierdijk                                              | Hippolytushoef        |                               | NH/WN273 | Upload foto       |
| Schutsluis - woning - grafteken - brug |          |           | Molenkolk                                             | Kolhorn               | 52° 47' 48" NB, 4° 53' 0" OL  | NH/WN274 |                   |
| Voormalige Winkel-woonhuis             |          |           | Nieuwe Streek 30                                      | Kolhorn               | 52° 47' 36" NB, 4° 53' 32" OL | NH/WN275 |                   |
| Schuur                                 |          |           | Nieuwe Streek t.o. 36                                 | Kolhorn               |                               | NH/WN276 |                   |
| Stolpboerderij                         |          |           | Weereweg 73                                           | Lutjewinkel           | 52° 46' 22" NB, 4° 52' 17" OL | NH/WN277 |                   |
| Transformatorstation                   |          |           | Groetpolderweg 29                                     | Niedorp               | 52° 46' 0" NB, 4° 55' 34" OL  | NH/WN278 | Upload foto       |
| Sluis en balkhuisje                    |          |           | Groetpolderdijk                                       | Niedorp               |                               | NH/WN279 | Upload foto       |
| Westfriese Omringdijk: dijk            |          |           | Westfriese zeedijk van de Schager- en Niedorperkoggen | Niedorp/Barsingerhorn |                               | NH/WN280 | Upload foto       |
| Boerderij                              |          |           | Dorpsstraat 62                                        | Nieuwe Niedorp        | 52° 45' 14" NB, 4° 54' 3" OL  | NH/WN281 |                   |
| Woonhuis, werkplaats                   |          |           | Dorpsstraat 165                                       | Nieuwe Niedorp        | 52° 44' 17" NB, 4° 53' 41" OL | NH/WN282 |                   |
| Stolpboerderij                         |          |           | Zwagermanstraat 2                                     | Nieuwe Niedorp        | 52° 44' 21" NB, 4° 53' 46" OL | NH/WN283 |                   |
| Schoolgebouw                           |          |           | Dorpsstraat 146                                       | Nieuwe Niedorp        | 52° 45' 29" NB, 4° 54' 40" OL | NH/WN284 |                   |
| Woonhuis                               |          |           | Dorpsstraat 148                                       | Nieuwe Niedorp        | 52° 45' 23" NB, 4° 54' 28" OL | NH/WN285 |                   |
| Stolpboerderij                         |          |           | Dorpsstraat 71                                        | Nieuwe Niedorp        | 52° 44' 30" NB, 4° 54' 7" OL  | NH/WN286 |                   |
| Dorpscafé                              |          |           | Dorpsstraat 173                                       | Nieuwe Niedorp        | 52° 44' 16" NB, 4° 53' 40" OL | NH/WN287 |                   |
| Voormalige Pastorie                    |          |           | Dorpsstraat 145                                       | Nieuwe Niedorp        | 52° 44' 19" NB, 4° 53' 46" OL | NH/WN288 |                   |
| Stolpboerderij                         |          |           | Dorpsstraat 158                                       | Nieuwe Niedorp        | 52° 45' 24" NB, 4° 54' 30" OL | NH/WN289 |                   |
| Voormalige Kosterij                    |          |           | Dorpsstraat 197                                       | Nieuwe Niedorp        | 52° 45' 30" NB, 4° 54' 43" OL | NH/WN290 |                   |
| Stolpboerderij                         |          |           | Dorpsstraat 237                                       | Nieuwe Niedorp        | 52° 45' 33" NB, 4° 54' 55" OL | NH/WN291 |                   |
| Woonhuis                               |          |           | Dorpsstraat 129                                       | Nieuwe Niedorp        | 52° 44' 22" NB, 4° 53' 51" OL | NH/WN292 |                   |
| Woonhuis                               |          |           | Dorpsstraat 74                                        | Nieuwe Niedorp        | 52° 45' 15" NB, 4° 54' 5" OL  | NH/WN293 |                   |
| Stolpboerderij                         |          |           | Dorpsstraat 26                                        | Oude Niedorp          | 52° 43' 6" NB, 4° 52' 25" OL  | NH/WN294 |                   |
| Woonhuis                               |          |           | Haukessluisweg 2 A                                    | Slootdorp             | 52° 53' 3" NB, 4° 55' 56" OL  | NH/WN295 | Upload foto       |
| Woonhuis                               |          |           | Westerlandweg 113                                     | Westerland            |                               | NH/WN296 | Upload foto       |
| Gemaal                                 |          |           | Molenweg 48                                           | Wieringerwaard        | 52° 50' 34" NB, 4° 51' 44" OL | NH/WN297 | Meer afbeeldingen |
| Boerderij/theehuis                     |          |           | Zuid-Zijperweg 56                                     | Wieringerwaard        | 52° 50' 5" NB, 4° 51' 34" OL  | NH/WN298 | Upload foto       |
| Stolpboerderij - koetshuis             |          |           | Barsingerweg 20                                       | Wieringerwaard        | 52° 48' 38" NB, 4° 52' 13" OL | NH/WN299 | Upload foto       |
| Woonhuis                               |          |           | Zuid Zijperweg 27                                     | Wieringerwaard        | 52° 50' 2" NB, 4° 51' 59" OL  | NH/WN300 | Upload foto       |
| Stolpboerderij                         |          |           | Barsingerweg 10                                       | Wieringerwaard        | 52° 49' 18" NB, 4° 52' 24" OL | NH/WN301 | Upload foto       |
| Woonhuis                               |          |           | Zuid Zijperweg 41                                     | Wieringerwaard        | 52° 50' 4" NB, 4° 51' 45" OL  | NH/WN302 | Upload foto       |
| Gevelsteen                             |          |           | Nieuwesluis 31                                        | Wieringerwaard        | 52° 50' 18" NB, 4° 53' 27" OL | NH/WN303 | Upload foto       |
| Voormalig raadhuis                     |          |           | Bosstraat 2                                           | Winkel                | 52° 45' 18" NB, 4° 54' 10" OL | NH/WN304 | Meer afbeeldingen |
| Brug                                   |          |           | Westfriesedijk 36                                     | Winkel                | 52° 47' 43" NB, 4° 53' 18" OL | NH/WN305 | Upload foto       |

## Hoorn
De gemeente Hoorn kent 2 provinciale monumenten:
| Object | Bouwjaar | Architect | Locatie | Plaats           | Coördinaten                  | PM-nr.   | Afbeelding |
| --- | -------- | --------- | --- | ---------------- | ---------------------------- | -------- | ---------- |
| Westfriese Omringdijk: Buitendijks land bij De Hulk, ten zuiden van Hoorn langs de Westerdijk van Drechterland |          |           | De Hulk | Hoorn            | 52° 38' 3" NB, 5° 1' 19" OL  | NH/WN306 |            |
| Station Zwaag                                                                                                  | 1887     |           | Dorpsstraat 85a | Zwaag            | 52° 39' 54" NB, 5° 3' 38" OL | NH/WN307 |            |
| Westfriese Omringdijk: dijk                                                                                    |          |           | Westerdijk van Drechterland, West, Roode Steen, Grote Oost, De Zon, Oosterpoort, (Hoorn) Zuiderdijk van Drechterland | Westerkoggenland |                              | NH/WN319 |            |

## Huizen
De gemeente Huizen kent een provinciaal monument:
| Object           | Bouwjaar  | Architect | Locatie         | Plaats | Coördinaten                 | PM-nr.   | Afbeelding        |
| ---------------- | --------- | --------- | --------------- | ------ | --------------------------- | -------- | ----------------- |
| Huizer kalkovens | 1918-1920 |           | Havenstraat 311 | Huizen | 52° 18' 31" NB, 5° 0' 0" OL | NH/WN309 | Meer afbeeldingen |

## Koggenland
De gemeente Koggenland kent 9 provinciale monumenten:
| Object                      | Bouwjaar | Architect | Locatie                                                                             | Plaats           | Coördinaten                   | PM-nr.   | Afbeelding        |
| --------------------------- | -------- | --------- | ----------------------------------------------------------------------------------- | ---------------- | ----------------------------- | -------- | ----------------- |
| Stolpboerderij              |          |           | Oosteinde 133                                                                       | Berkhout         | 52° 38' 25" NB, 5° 0' 10" OL  | NH/WN311 |                   |
| Sint-Victorkerk             | 1898     |           | Dorpsstraat 149/151                                                                 | Obdam            | 52° 40' 34" NB, 4° 54' 33" OL | NH/WN312 |                   |
| Voormalige Pastorie         |          |           | Dorpsstraat 112                                                                     | Obdam            | 52° 40' 33" NB, 4° 54' 27" OL | NH/WN313 |                   |
| Woonhuis                    |          |           | Dorpsstraat 110                                                                     | Obdam            | 52° 40' 32" NB, 4° 54' 27" OL | NH/WN314 |                   |
| Station Obdam               | 1898     |           | Dorpstraat 156                                                                      | Obdam            | 52° 40' 41" NB, 4° 54' 33" OL | NH/WN315 |                   |
| Gemaal                      |          |           | Beetskoogkade 2                                                                     | Oudendijk        | 52° 36' 3" NB, 4° 58' 37" OL  | NH/WN316 | Meer afbeeldingen |
| Sint-Bavokerk               |          |           | Noorddijkerweg 1                                                                    | Ursem            | 52° 37' 35" NB, 4° 53' 25" OL | NH/WN317 | Meer afbeeldingen |
| Westfriese Omringdijk: dijk |          |           | Huigendijk, Drechterlandsedijk, Walingsdijk, ' Hoog (Avenhorn), Slimdijk, Oudendijk | Westerkoggenland | 52° 36' 23" NB, 4° 57' 35" OL | NH/WN318 |                   |

## Landsmeer
De gemeente Landsmeer kent 2 provinciale monumenten:
| Object          | Bouwjaar | Architect | Locatie        | Plaats    | Coördinaten                   | PM-nr.   | Afbeelding  |
| --------------- | -------- | --------- | -------------- | --------- | ----------------------------- | -------- | ----------- |
| Voormalige kerk |          |           | Noordeinde 124 | Landsmeer | 52° 26' 24" NB, 4° 54' 53" OL | NH/WN320 | Upload foto |
| Bedrijfsruimte  |          |           | Zuideinde 48   | Landsmeer | 52° 25' 35" NB, 4° 54' 41" OL | NH/WN322 | Upload foto |

## Langedijk
De gemeente Langedijk kent 5 provinciale monumenten:
| Object                                     | Bouwjaar | Architect | Locatie         | Plaats             | Coördinaten                   | PM-nr.   | Afbeelding |
| ------------------------------------------ | -------- | --------- | --------------- | ------------------ | ----------------------------- | -------- | ---------- |
| Voormalige Koolschuur                      |          |           | Dorpsstraat 162 | Broek op Langedijk | 52° 40' 55" NB, 4° 48' 31" OL | NH/WN323 |            |
| Voormalige Koolschuur                      |          |           | Dorpsstraat 166 | Broek op Langedijk | 52° 40' 56" NB, 4° 48' 31" OL | NH/WN324 |            |
| Voormalige Koolschuur                      |          |           | Dorpsstraat 160 | Broek op Langedijk | 52° 40' 55" NB, 4° 48' 31" OL | NH/WN325 |            |
| Voormalige Koolschuur                      |          |           | Dorpstraat 164  | Broek op Langedijk | 52° 40' 56" NB, 4° 48' 31" OL | NH/WN326 |            |
| A196voetbrug (ligt achter Dorpsstraat 170) |          |           | Dorpsstraat 170 | Broek op Langedijk | 52° 40' 57" NB, 4° 48' 32" OL | NH/WN327 |            |

## Laren
De gemeente Laren kent 4 provinciale monumenten:
| Object                                        | Bouwjaar | Architect | Locatie                      | Plaats | Coördinaten                   | PM-nr.   | Afbeelding  |
| --------------------------------------------- | -------- | --------- | ---------------------------- | ------ | ----------------------------- | -------- | ----------- |
| Leeuwenpaal                                   |          |           | Autosnelweg A1, NO knooppunt | Eemnes | 52° 14' 17" NB, 5° 13' 55" OL | NH/WN328 | Upload foto |
| Drie grenspalen                               |          |           | Gooyersgracht                | Laren  | 52° 13' 56" NB, 5° 13' 42" OL | NH/WN329 | Upload foto |
| Vier grenspalen: nr. 5, nr. 6, nr. 8 en nr. 9 |          |           | Gooyersgracht zuid           | Laren  | 52° 13' 56" NB, 5° 13' 42" OL | NH/WN330 | Upload foto |
| Grenspaal                                     |          |           | Autosnelweg A27/ ZW Eemnes   | Laren  |                               | NH/WN331 | Upload foto |

## Medemblik
De gemeente Medemblik kent 50 provinciale monumenten:
| Object | Bouwjaar | Architect | Locatie                                   | Plaats             | Coördinaten                   | PM-nr.   | Afbeelding        |
| --- | -------- | --------- | ----------------------------------------- | ------------------ | ----------------------------- | -------- | ----------------- |
| Westfriese Omringdijk: buitendijks land                                                                   |          |           | Koopmanspolder                            | Andijk             | 52° 44' 17" NB, 5° 10' 36" OL | NH/WN333 | Upload foto       |
| Westfriese Omringdijk: dijk                                                                               |          |           | Noorderdijk                               | Andijk-Wervershoof |                               | NH/WN334 | Upload foto       |
| Stolpboerderij                                                                                            |          |           | Dr. de Vriesstraat 55                     | Benningbroek       | 52° 42' 8" NB, 5° 1' 34" OL   | NH/WN335 |                   |
| Station Abbekerk-Lambertschaag                                                                            | 1887     |           | Stationsbuurt 1                           | Benningbroek       | 52° 42' 55" NB, 5° 1' 40" OL  |          |                   |
| Stolpboerderij                                                                                            |          |           | Hauwert 79                                | Hauwert            | 52° 42' 23" NB, 5° 5' 51" OL  | NH/WN336 |                   |
| Station Medemblik                                                                                         | 1887     |           | Dam 1 en 2                                | Medemblik          | 52° 23' 32" NB, 4° 56' 17" OL | NH/WN338 | Meer afbeeldingen |
| Woonhuis                                                                                                  |          |           | Bagijnhof 16                              | Medemblik          | 52° 46' 22" NB, 5° 6' 19" OL  | NH/WN341 |                   |
| Voormalige Bakkerij                                                                                       |          |           | Bangert 10                                | Medemblik          | 52° 46' 21" NB, 5° 6' 30" OL  | NH/WN342 |                   |
| Pakhuis                                                                                                   |          |           | Bangert 14                                | Medemblik          | 52° 46' 21" NB, 5° 6' 30" OL  | NH/WN343 |                   |
| Boerderij                                                                                                 |          |           | Achterom 36                               | Medemblik          | 52° 46' 18" NB, 5° 6' 17" OL  | NH/WN344 |                   |
| Café-woonhuis                                                                                             |          |           | Oosterhaven 30                            | Medemblik          | 52° 46' 20" NB, 5° 6' 36" OL  | NH/WN349 |                   |
| Voormalige Stalhouderij                                                                                   |          |           | Tuinstraat 4-6                            | Medemblik          | 52° 46' 18" NB, 5° 6' 28" OL  | NH/WN353 |                   |
| Pakhuis                                                                                                   |          |           | Tuinstraat 21                             | Medemblik          | 52° 46' 21" NB, 5° 6' 26" OL  | NH/WN354 | Upload foto       |
| Dijkhuis                                                                                                  |          |           | Westerhaven 7                             | Medemblik          | 52° 46' 15" NB, 5° 6' 23" OL  | NH/WN357 |                   |
| Westfriese Omringdijk: dijk                                                                               |          |           | Westerdijk van de 4 Noorderkoggen         | Medemblik          |                               | NH/WN360 | Upload foto       |
| Westfriese Omringdijk: Kleiputten langs de Westfriese Omringdijk (Westerdijk v.d. Vier Noorderkoggen)     |          |           | Westfriese Omringdijk                     | Medemblik          |                               | NH/WN361 | Upload foto       |
| Westfriese Omringdijk: buitendijks land                                                                   |          |           | Buitendijks land ten zuiden van Medemblik | Medemblik          |                               | NH/WN362 | Upload foto       |
| Kerktoren                                                                                                 |          |           | Midwouder Dorpstraat 16                   | Midwoud            | 52° 42' 45" NB, 5° 4' 17" OL  | NH/WN363 |                   |
| Amerikaanse windmotor                                                                                     |          |           | Heemraadwitweg 131 (bij Hauwert)          | Midwoud            |                               | NH/WN365 | Upload foto       |
| Kleiputten langs de Westfriese Omringdijk (de Westerdijk van de Vier Noorderkoggen) Westfriese Omringdijk |          |           | Westfriese Omringdijk                     | Noorderkoggenland  |                               | NH/WN368 | Upload foto       |
| Stolpboerderij                                                                                            |          |           | Oostwouder Dorpstraat 73                  | Oostwoud           | 52° 43' 30" NB, 5° 4' 43" OL  | NH/WN369 |                   |
| Station Opperdoes                                                                                         | 1887     |           | De Kaag 1,1a /v.m. Almersdorperweg 8      | Opperdoes          |                               | NH/WN370 | Meer afbeeldingen |
| Station Twisk                                                                                             | 1887     |           | Westeinde 3                               | Opperdoes          | 52° 44' 58" NB, 5° 4' 18" OL  | NH/WN371 | Meer afbeeldingen |
| Koolschuur                                                                                                |          |           | Kluiten 8a? (naast nr 8)                  | Opperdoes          |                               | NH/WN372 | Upload foto       |
| Stolpboerderij                                                                                            |          |           | Nieuweweg 53                              | Opperdoes          | 52° 45' 4" NB, 5° 4' 34" OL   | NH/WN373 | Upload foto       |
| Stolpboerderij                                                                                            |          |           | Tempel 1                                  | Opperdoes          | 52° 45' 38" NB, 5° 4' 48" OL  | NH/WN374 | Upload foto       |
| Stolpboerderij                                                                                            |          |           | Tempel 2                                  | Opperdoes          | 52° 45' 36" NB, 5° 4' 46" OL  | NH/WN375 | Upload foto       |
| Stolpboerderij                                                                                            |          |           | Zuiderpad 20                              | Opperdoes          | 52° 45' 35" NB, 5° 4' 37" OL  | NH/WN376 | Upload foto       |
| Stolpboerderij                                                                                            |          |           | Westerstraat 33                           | Sijbekarspel       | 52° 42' 37" NB, 4° 59' 12" OL | NH/WN377 | Upload foto       |
| Stolpboerderij                                                                                            |          |           | Dorpsweg 176                              | Twisk              | 52° 44' 48" NB, 5° 3' 59" OL  | NH/WN378 | Upload foto       |
| Station Wognum-Nibbixwoud                                                                                 | 1887     |           | Spoorstraat 2-4                           | Wognum             | 52° 40' 57" NB, 5° 1' 59" OL  | NH/WN380 | Meer afbeeldingen |

## Opmeer
De gemeente Opmeer kent 10 provinciale monumenten:
| Object                                                                                                | Bouwjaar | Architect | Locatie                               | Plaats           | Coördinaten                   | PM-nr.   | Afbeelding  |
| --- | -------- | --------- | ------------------------------------- | ---------------- | ----------------------------- | -------- | ----------- |
| Woonhuis                                                                                              |          |           | Schoolstraat 16a                      | Aartswoud        | 52° 44' 26" NB, 4° 56' 57" OL | NH/WN387 | Upload foto |
| Kerk                                                                                                  |          |           | Herenweg 5                            | Hoogwoud         | 52° 42' 45" NB, 4° 56' 35" OL | NH/WN388 |             |
| Grenspaal                                                                                             |          |           | Herenweg 2                            | Hoogwoud         | 52° 42' 44" NB, 4° 56' 36" OL | NH/WN389 |             |
| Voormalige Arbeiderswoning                                                                            |          |           | Gouwe 53                              | Hoogwoud         | 52° 44' 10" NB, 4° 57' 31" OL | NH/WN390 | Upload foto |
| Twee landhoofden                                                                                      |          |           | Langereis                             | Hoogwoud-Niedorp | 52° 43' 31" NB, 4° 55' 3" OL  | NH/WN391 | Upload foto |
| Grenspaal                                                                                             |          |           | Lagehoek bij 1                        | Opmeer           |                               | NH/WN392 | Upload foto |
| Westfriese Omringdijk: dijk                                                                           |          |           | Noorderdijk van de Vier Noorderkoggen | Aartswoud        |                               | NH/WN602 | Upload foto |
| Westfriese Omringdijk: Kleiputten langs de Westfriese Omringdijk (de Westerdijk van de Noorderkoggen) |          |           | Westfriese Omringdijk                 | Opmeer           |                               | NH/WN393 | Upload foto |
| Archeologisch monument                                                                                |          |           | Westfriese dijk                       | Aartswoud        | 52° 45' 9" NB, 4° 58' 20" OL  | NH/WN607 | Upload foto |

## Schagen
De gemeente Schagen kent 48 provinciale monumenten:
| Object | Bouwjaar | Architect | Locatie                                 | Plaats                 | Coördinaten                   | PM-nr.   | Afbeelding  |
| --- | -------- | --------- | --------------------------------------- | ---------------------- | ----------------------------- | -------- | ----------- |
| Sluis |          |           | Groote Sloot                            | Burgerbrug             | 52° 45' 41" NB, 4° 42' 41" OL | NH/WN394 | Upload foto |
| Stolpboerderij - schuur - onvolledige stolp                                                                 |          |           | Grote Sloot 20                          | Burgerbrug             | 52° 44' 40" NB, 4° 42' 1" OL  | NH/WN395 | Upload foto |
| Stolpboerderij Starre Kroon                                                                                 |          |           | Grote Sloot 73                          | Burgerbrug             | 52° 44' 52" NB, 4° 42' 6" OL  | NH/WN396 | Upload foto |
| Stolpboerderij                                                                                              |          |           | Ruigeweg 1                              | Burgerbrug             | 52° 45' 10" NB, 4° 41' 18" OL | NH/WN397 | Upload foto |
| Pontonbrug                                                                                                  |          |           | Noord-Hollandskanaal                    | Burgervlotbrug         |                               | NH/WN398 | Upload foto |
| Voormalige Landarbeiderswoning                                                                              |          |           | Schoolstraat 4                          | Callantsoog            | 52° 48' 4" NB, 4° 45' 36" OL  | NH/WN399 | Upload foto |
| Gemaal |          |           | Middenweg 36                            | Dirkshorn              | 52° 44' 51" NB, 4° 48' 12" OL | NH/WN400 |             |
| Westfriese Omringdijk: wiel                                                                                 |          |           | Westfriese Zeedijk                      | Eenigenbrug            | 52° 45' 13" NB, 4° 43' 25" OL | NH/WN401 | Upload foto |
| Westfriese Omringdijk: wiel                                                                                 |          |           | Westfriese Zeedijk                      | Eenigenbrug            | 52° 45' 13" NB, 4° 43' 25" OL | NH/WN402 | Upload foto |
| Stolpboerderij                                                                                              |          |           | Selschardijk 5                          | Eenigenburg            |                               | NH/WN403 | Upload foto |
| Westfriese Omringdijk: dijk                                                                                 |          |           | Valkkogerdijk-Oudendijk                 | Oudendijk              |                               | NH/WN404 | Upload foto |
| Westfriese Omringdijk: Keinsmerwiel langs de zeedijk van de Schager- en Niedorperkogge                      |          |           | Keinsmerwiel                            | Oudendijk              | 52° 48' 24" NB, 4° 47' 30" OL | NH/WN405 | Upload foto |
| Westfriese Omringdijk: Schagerwiel aan het zuidoostelijke einde van de Oude Westfriese Omringdijk           |          |           | Schagerwiel                             | Oudendijk              | 52° 46' 55" NB, 4° 46' 35" OL | NH/WN406 | Upload foto |
| Stolpboerderij                                                                                              |          |           | Grote Sloot 486                         | Oudesluis              | 52° 49' 28" NB, 4° 48' 32" OL | NH/WN407 | Upload foto |
| Oudesluis, sluis en woning                                                                                  |          |           | Noorderweg 18                           | Oudesluis              | 52° 50' 5" NB, 4° 48' 37" OL  | NH/WN408 | Upload foto |
| Westfriese Omringdijk: dijk                                                                                 |          |           | Westfriese Zeedijk                      | Schagen / Sint Maarten | 52° 45' 13" NB, 4° 43' 25" OL | NH/WN409 | Upload foto |
| Kerk |          |           | Schagerweg (40?)                        | Schagerbrug            | 52° 41' 55" NB, 4° 46' 22" OL | NH/WN410 | Upload foto |
| Voormalige Molenaarswoning                                                                                  |          |           | Grote Sloot 417                         | Schagerbrug            | 52° 48' 35" NB, 4° 46' 30" OL | NH/WN411 | Upload foto |
| Stolpboerderij                                                                                              |          |           | Grote Sloot 359                         | Schagerbrug            | 52° 48' 10" NB, 4° 45' 35" OL | NH/WN412 | Upload foto |
| Stolpoerderij met wagenschuur                                                                               |          |           | Grote Sloot 400                         | Schagerbrug            | 52° 48' 21" NB, 4° 46' 4" OL  | NH/WN413 | Upload foto |
| Stolpboerderij                                                                                              |          |           | Grote Sloot 411a (413)                  | Schagerbrug            | 52° 48' 32" NB, 4° 46' 23" OL | NH/WN414 | Upload foto |
| Hotel/café/restaurant                                                                                       |          |           | Schagerweg 30a + 30b                    | Schagerbrug            | 52° 41' 55" NB, 4° 46' 22" OL | NH/WN415 | Upload foto |
| Stolpboerderij                                                                                              |          |           | Westfriesedijk 25                       | Schoorldam             | 52° 48' 29" NB, 4° 50' 1" OL  | NH/WN416 | Upload foto |
| Stolpboerderij                                                                                              |          |           | Westfriesedijk 42                       | Schoorldam             | 52° 48' 23" NB, 4° 47' 23" OL | NH/WN417 | Upload foto |
| Woonhuis |          |           | Valkkogerweg 37                         | Sint Maarten           | 52° 46' 30" NB, 4° 46' 17" OL | NH/WN418 | Upload foto |
| Westfriese Omringdijk: De Wiel ten noorden van de Dijkstaalderwiel gelegen langs de Geestmerambachtszeedijk |          |           | Geestmerambachtszeedijk                 | Sint Maarten           |                               | NH/WN419 | Upload foto |
| Voormalige landarbeiderswoning                                                                              |          |           | Grote Sloot 156                         | Sint Maartensbrug      | 52° 46' 18" NB, 4° 43' 17" OL | NH/WN420 | Upload foto |
| Stolpboerderij                                                                                              |          |           | Sint Maartensweg 85                     | Sint Maartensbrug      | 52° 46' 50" NB, 4° 43' 43" OL | NH/WN421 | Upload foto |
| Voormalige Werkplaats                                                                                       |          |           | Grote Sloot 176                         | Sint Maartensbrug      | 52° 46' 45" NB, 4° 43' 38" OL | NH/WN422 | Upload foto |
| Stolpboerderij                                                                                              |          |           | Groote Sloot 220                        | Sint Maartensbrug      | 52° 47' 7" NB, 4° 43' 58" OL  | NH/WN423 | Upload foto |
| Stolpboerderij                                                                                              |          |           | Rijksweg 40                             | Sint Maartensvlotbrug  | 52° 47' 13" NB, 4° 42' 25" OL | NH/WN424 | Upload foto |
| Pontonbrug                                                                                                  |          |           | Noord-Hollandskanaal                    | Sint Maartensvlotbrug  |                               | NH/WN425 | Upload foto |
| Woonhuis, stolpschuur en theekoepel                                                                         |          |           | Korte Bosweg 44                         | 't Zand                | 52° 50' 20" NB, 4° 45' 52" OL | NH/WN426 | Upload foto |
| Pontonbrug                                                                                                  |          |           | Noord-Hollandskanaal                    | 't Zand                |                               | NH/WN427 | Upload foto |
| Kerk |          |           | Dorpsstraat 39                          | Tuitjenhorn            | 52° 44' 19" NB, 4° 44' 55" OL | NH/WN428 | Upload foto |
| Voormalige Dokterswoning                                                                                    |          |           | Dorpsstraat 108                         | Warmenhuizen           | 52° 44' 35" NB, 4° 44' 37" OL | NH/WN429 | Upload foto |
| Stolpboerderij                                                                                              |          |           | Oudewal 31                              | Warmenhuizen           | 52° 43' 10" NB, 4° 43' 43" OL | NH/WN430 | Upload foto |
| Stolpboerderij                                                                                              |          |           | Stationsstraat 8                        | Warmenhuizen           | 52° 43' 22" NB, 4° 44' 13" OL | NH/WN431 |             |
| Boerderij                                                                                                   |          |           | Dorpsstraat 137-139                     | Warmenhuizen           | 52° 43' 23" NB, 4° 44' 21" OL | NH/WN432 |             |
| Stolpboerderij                                                                                              |          |           | Oostwal 62                              | Warmenhuizen           | 52° 43' 49" NB, 4° 44' 34" OL | NH/WN433 | Upload foto |
| Woonhuis |          |           | Dorpsstraat 66                          | Warmenhuizen           | 52° 44' 31" NB, 4° 44' 57" OL | NH/WN434 | Upload foto |
| Stolpboerderij                                                                                              |          |           | Dorpsstraat 52                          | Warmenhuizen           | 52° 46' 15" NB, 4° 44' 55" OL | NH/WN435 | Upload foto |
| Stolpboerderij met schuur                                                                                   |          |           | Dorpsstraat 121/123                     | Warmenhuizen           | 52° 44' 36" NB, 4° 44' 27" OL | NH/WN436 | Upload foto |
| Voormalige Herberg                                                                                          |          |           | Dorpsstraat 153                         | Warmenhuizen           | 52° 43' 22" NB, 4° 44' 17" OL | NH/WN437 |             |
| Stolpboerderij                                                                                              |          |           | Stationsstraat 14                       | Warmenhuizen           | 52° 47' 12" NB, 4° 48' 16" OL | NH/WN438 | Upload foto |
| Stolpboerderij                                                                                              |          |           | Krankhoorn 33                           | Warmenhuizen           | 52° 43' 18" NB, 4° 44' 8" OL  | NH/WN439 | Upload foto |
| Westfriese Omringdijk: dijk                                                                                 |          |           | Westfriese Zeedijk en Noorder-Rekerdijk | Warmenhuizen           |                               | NH/WN440 | Upload foto |
| Westfriese Omringdijk: wiel                                                                                 |          |           | Valkkogerdijk                           | Schagen                | 52° 46' 34" NB, 4° 45' 54" OL | NH/WN600 | Upload foto |

## Stede Broec
De gemeente Stede Broec kent 1 provinciaal monument:
| Object                | Bouwjaar | Architect      | Locatie          | Plaats      | Coördinaten                   | PM-nr.   | Afbeelding        |
| --------------------- | -------- | -------------- | ---------------- | ----------- | ----------------------------- | -------- | ----------------- |
| Johannes de Doperkerk | 1927     | S.B. van Sante | Zesstedenweg 160 | Grootebroek | 52° 41' 52" NB, 5° 13' 22" OL | NH/WN443 | Meer afbeeldingen |

## Uitgeest
De gemeente Uitgeest kent 12 provinciale monumenten:
| Object                                                                     | Bouwjaar | Architect | Locatie                                                      | Plaats       | Coördinaten                   | PM-nr.   | Afbeelding  |
| -------------------------------------------------------------------------- | -------- | --------- | ------------------------------------------------------------ | ------------ | ----------------------------- | -------- | ----------- |
| Sluis                                                                      |          |           | Marken Binnen 61                                             | Markenbinnen | 52° 32' 1" NB, 4° 46' 51" OL  | NH/WN444 | Upload foto |
| Gemaal en sluis: Machinegebouw - interieur - schuurtje - inwateringsduiker |          |           | Meldijk 52-54                                                | Uitgeest     | 52° 31' 41" NB, 4° 43' 4" OL  | NH/WN445 | Upload foto |
| Stelling van Amsterdam: Fort bij Krommeniedijk                             |          |           | Lagendijk                                                    | Uitgeest     | 52° 31' 33" NB, 4° 44' 4" OL  | NH/WN446 |             |
| Stelling van Amsterdam: Fort aan den Ham                                   |          |           | Lagendijk 13                                                 | Uitgeest     | 52° 31' 37" NB, 4° 43' 25" OL | NH/WN447 |             |
| Stelling van Amsterdam: Kruitmagazijn bij de Dam Busch en Dam              |          |           | Lagendijk                                                    | Uitgeest     | 52° 31' 33" NB, 4° 44' 4" OL  | NH/WN448 | Upload foto |
| Stelling van Amsterdam: Aarden batterij bij de Dam en grenspalen           |          |           | Lagendijk                                                    | Uitgeest     | 52° 31' 33" NB, 4° 44' 4" OL  | NH/WN449 | Upload foto |
| Dij Noorder IJ- en Zeedijken                                               |          |           | De Nieuwe Dam bij Krommenie                                  | Uitgeest     |                               | NH/WN450 | Upload foto |
| Dijk Noorder IJ- en Zeedijken                                              |          |           | De Hogedijk                                                  | Uitgeest     |                               | NH/WN451 | Upload foto |
| Stelling van Amsterdam: Nevenbatterij van Fort aan de Ham, Busch en Dam    |          |           | Lagendijk bij nr. 27                                         | Uitgeest     |                               | NH/WN452 | Upload foto |
| Stelling van Amsterdam: Doorvaartbeschoeiing aan de Overtoomsloot          |          |           | Lagendijk bij nr. 27 Overtoomsloot                           | Uitgeest     |                               | NH/WN453 | Upload foto |
| Houtloods                                                                  |          |           | Broekpolderweg/voorheen Dijksloot (Zuideinde 70) te Westzaan | Uitgeest     |                               | NH/WN454 | Upload foto |
| Archeologisch monument                                                     |          |           | Broekpolderweg                                               | Uitgeest     | 52° 31' 6" NB, 4° 43' 8" OL   | NH/WN605 | Upload foto |

## Uithoorn
De gemeente Uithoorn kent 7 provinciale monumenten:
| Object                                                             | Bouwjaar | Architect | Locatie           | Plaats               | Coördinaten                   | PM-nr.   | Afbeelding  |
| ------------------------------------------------------------------ | -------- | --------- | ----------------- | -------------------- | ----------------------------- | -------- | ----------- |
| Woonhuis                                                           |          |           | Boterdijk 109     | De Kwakel            | 52° 14' 26" NB, 4° 48' 13" OL | NH/WN455 |             |
| Stelling van Amsterdam: Damsluis                                   |          |           | Vuurlijn/Poelweg  | De Kwakel            |                               | NH/WN456 |             |
| Stelling van Amsterdam: Fort bij De Kwakel                         |          |           | Het Fort 50       | De Kwakel            | 52° 14' 15" NB, 4° 47' 25" OL | NH/WN457 |             |
| Sluiscomplex met 2 woningen                                        |          |           | Jaagpad 32-33     | De Kwakel            | 52° 12' 26" NB, 4° 44' 5" OL  | NH/WN458 | Upload foto |
| Stelling van Amsterdam: Batterij III in linie Kudelstaart/Uithoorn |          |           | Vuurlijn/Ringdijk | Kudelstaart/Uithoorn |                               | NH/WN459 | Upload foto |
| Walkantoor                                                         | 1946     |           | Wilhelminakade 62 | Uithoorn             | 52° 14' 2" NB, 4° 50' 7" OL   | NH/WN460 |             |
| Stelling van Amsterdam: Fort aan de Drecht                         | 1911     |           | Grevelingen 30-66 | Uithoorn             | 52° 13' 44" NB, 4° 48' 54" OL | NH/WN461 |             |

## Velsen
De gemeente Velsen kent 19 provinciale monumenten:
| Object                                                                         | Bouwjaar | Architect | Locatie                                                | Plaats          | Coördinaten                   | PM-nr.   | Afbeelding        |
| ------------------------------------------------------------------------------ | -------- | --------- | ------------------------------------------------------ | --------------- | ----------------------------- | -------- | ----------------- |
| Stelling van Amsterdam: Kustfort bij IJmuiden                                  |          |           | Forteiland 10                                          | IJmuiden        | 52° 27' 55" NB, 4° 34' 38" OL | NH/WN462 | Meer afbeeldingen |
| Stelling van Amsterdam: Fort bij Velsen                                        |          |           | Seinpostweg 15                                         | IJmuiden        | 52° 27' 45" NB, 4° 34' 35" OL | NH/WN463 | Meer afbeeldingen |
| Grenspaal 14                                                                   |          |           | Jagtlustlaan/Rondweg/Breder oseberg (Midden Herenduin) | IJmuiden        |                               | NH/WN464 | Upload foto       |
| Begraafplaats De Biezen: parkaanleg - hek - doodgraverswoning                  |          |           | Kweekerslaan 21                                        | Santpoort-Noord | 52° 26' 25" NB, 4° 38' 43" OL | NH/WN465 | Meer afbeeldingen |
| Transformatorstation                                                           |          |           | Biezenweg ongenummerd                                  | Santpoort-Noord | 52° 26' 37" NB, 4° 39' 8" OL  | NH/WN466 |                   |
| Landhuis/villa                                                                 |          |           | Harddraverslaan 60                                     | Santpoort-Zuid  | 52° 25' 25" NB, 4° 38' 15" OL | NH/WN467 | Upload foto       |
| Station Santpoort Zuid                                                         | 1867     |           | Willem de Zwijgerlaan 59-61                            | Santpoort-Zuid  | 52° 25' 10" NB, 4° 37' 52" OL | NH/WN468 | Meer afbeeldingen |
| Stelling van Amsterdam: Drievoudige grensaanduiding                            |          |           | Midden Herenduin                                       | Spaarndam       | 52° 26' 40" NB, 4° 35' 7" OL  | NH/WN469 | Upload foto       |
| Stelling van Amsterdam: Fort benoorden Spaarndam                               |          |           | Spaarndam                                              | Spaarndam       | 52° 24' 56" NB, 4° 40' 27" OL | NH/WN470 | Meer afbeeldingen |
| Stelling van Amsterdam: Drie inlaatduikers bij rechtervleugelwerk te Spaarndam |          |           | Slaperdijk                                             | Spaarndam       | 52° 25' 41" NB, 4° 38' 46" OL | NH/WN471 | Upload foto       |
| Stelling van Amsterdam: Liniewal bewesten Spaarndam                            |          |           | Slaperdijk                                             | Spaarndam       | 52° 25' 41" NB, 4° 38' 46" OL | NH/WN472 | Upload foto       |
| Stelling van Amsterdam: Inlaatduiker                                           |          |           | Slaperdijk                                             | Spaarndam       | 52° 25' 41" NB, 4° 38' 46" OL | NH/WN473 | Upload foto       |
| Grenspaal R.L./H.B. 04                                                         |          |           | Slaperdijk/Vlietweg ongenummerd                        | Velsen          |                               | NH/WN474 | Upload foto       |
| Grenspaal 7                                                                    |          |           | Bloemendaalsestraatw. e.o.                             | Velsen          | 52° 24' 55" NB, 4° 37' 46" OL | NH/WN475 | Upload foto       |
| Grenspaal 9                                                                    |          |           | Jagtlustlaan/Rondweg                                   | Velsen          |                               | NH/WN476 | Upload foto       |
| Grenspaal 10                                                                   |          |           | Brederoseberg                                          | Velsen          |                               | NH/WN477 | Upload foto       |
| Noorder IJ- en Zeedijk: dijk                                                   |          |           | De Nieuwe Overdijking                                  | Velsen          |                               | NH/WN478 | Upload foto       |
| Machinegebouw - damsluizen - uitwateringsduikersluis - machinistenwoning       |          |           | Oostbroekerweg 15                                      | Velsen-Zuid     | 52° 26' 3" NB, 4° 40' 37" OL  | NH/WN479 | Upload foto       |
| Boerderij                                                                      |          |           | Spaarndammerweg 3 (v.m. Amsterdamseweg 3)              | Velsen-Zuid     |                               | NH/WN480 | Upload foto       |

## Waterland
De gemeente Waterland kent 17 provinciale monumenten:
| Object                                    | Bouwjaar | Architect | Locatie                                          | Plaats             | Coördinaten                   | PM-nr.   | Afbeelding  |
| ----------------------------------------- | -------- | --------- | ------------------------------------------------ | ------------------ | ----------------------------- | -------- | ----------- |
| Buitendijks land Noorder IJ- en Zeedijken |          |           | Buitendijks land tussen de Poel en de Oosterpoel | Broek in Waterland |                               | NH/WN481 | Upload foto |
| Noorder IJ- en Zeedijk                    |          |           | De Nespolder                                     | Broek in Waterland |                               | NH/WN482 | Upload foto |
| Noorder IJ- en Zeedijk                    |          |           | De Braak zuid van Binnenbraak                    | Broek in Waterland |                               | NH/WN483 | Upload foto |
| Noorder IJ- en Zeedijk                    |          |           | De Oosterpoel                                    | Broek in Waterland |                               | NH/WN484 | Upload foto |
| Woonhuis                                  |          |           | Hofweg 7                                         | Ilpendam           | 52° 27' 53" NB, 4° 58' 19" OL | NH/WN486 | Upload foto |
| Seinmast                                  |          |           | Molenkade 2                                      | Katwoude           | 52° 28' 30" NB, 5° 1' 49" OL  | NH/WN487 |             |
| Noorder IJ- en Zeedijk: dijk              |          |           | Katwouderzeedijk                                 | Katwoude           |                               | NH/WN488 | Upload foto |
| Noorder IJ- en Zeedijk: Buitendijks land  |          |           | Buitendijksland N van Jan Hagelhoek              | Katwoude           |                               | NH/WN489 | Upload foto |
| Noorder IJ- en Zeedijk: braken            |          |           | Braken langs de Kathammer en Katwouder Zeedijk   | Katwoude           | 52° 26' 13" NB, 5° 4' 20" OL  | NH/WN490 | Upload foto |
| 12 houten ijsbrekers                      |          |           | Buurtschap Rozenwerf                             | Marken             |                               | NH/WN491 |             |
| Noorder IJ- en Zeedijk: dijk              |          |           | De Nieuwendam                                    | Monnickendam       | 52° 27' 52" NB, 5° 1' 60" OL  | NH/WN492 |             |
| Sluis                                     |          |           | Kloosterdijksluis / naast Noordeinde 125         | Monnickendam       | 52° 27' 50" NB, 5° 1' 56" OL  | NH/WN493 |             |
| Noorder IJ- en Zeedijk: dijk              |          |           | Waterlandse Zeedijk                              | Monnickendam       | 52° 24' 5" NB, 5° 1' 57" OL   | NH/WN494 |             |
| Noorder IJ- en Zeedijk: braak             |          |           | De Braak t.o. het Hemmeland                      | Monnickendam       | 52° 27' 13" NB, 5° 2' 48" OL  | NH/WN495 | Upload foto |
| Noorder IJ- en Zeedijk                    |          |           | De Poel                                          | Monnickendam       | 52° 26' 42" NB, 5° 2' 52" OL  | NH/WN496 | Upload foto |
| Noorder IJ- en Zeedijk: braak             |          |           | De Binnenbraak                                   | Monnickendam       | 52° 26' 12" NB, 5° 3' 16" OL  | NH/WN497 | Upload foto |

## Wijdemeren
De gemeente Wijdemeren kent 23 provinciale monumenten:
| Object                                                                                             | Bouwjaar | Architect | Locatie               | Plaats              | Coördinaten                  | PM-nr.   | Afbeelding        |
| -------------------------------------------------------------------------------------------------- | -------- | --------- | --------------------- | ------------------- | ---------------------------- | -------- | ----------------- |
| Brug                                                                                               |          |           | Hollands End          | Ankeveen            | 52° 16' 16" NB, 5° 6' 14" OL | NH/WN500 | Upload foto       |
| Woonhuis                                                                                           |          |           | Hollands End 47       | Ankeveen            | 52° 16' 10" NB, 5° 6' 6" OL  | NH/WN501 | Upload foto       |
| Woonhuis                                                                                           |          |           | Kortenhoefsedijk 165  | Kortenhoef          | 52° 13' 43" NB, 5° 5' 23" OL | NH/WN502 |                   |
| Woonhuis                                                                                           |          |           | Emmaweg 72            | Kortenhoef          | 52° 13' 31" NB, 5° 7' 18" OL | NH/WN503 | Upload foto       |
| Voormalig Polderhuis                                                                               |          |           | Kortenhoefsedijk 153  | Kortenhoef          | 52° 13' 44" NB, 5° 5' 27" OL | NH/WN504 |                   |
| Woonhuis                                                                                           |          |           | Emmaweg 73            | Kortenhoef          | 52° 13' 31" NB, 5° 7' 18" OL | NH/WN505 | Upload foto       |
| Woonhuis                                                                                           |          |           | Kortenhoefsedijk 170  | Kortenhoef          | 52° 13' 42" NB, 5° 5' 21" OL | NH/WN506 |                   |
| Kerk                                                                                               |          |           | Dammerweg 6           | Nederhorst den Berg | 52° 15' 53" NB, 5° 2' 48" OL | NH/WN507 | Meer afbeeldingen |
| Pastorie                                                                                           |          |           | Dammerweg 5           | Nederhorst den Berg | 52° 15' 52" NB, 5° 2' 48" OL | NH/WN508 |                   |
| Parochiehuis                                                                                       |          |           | Dammerweg 4           | Nederhorst den Berg | 52° 15' 52" NB, 5° 2' 47" OL | NH/WN509 | Upload foto       |
| Stelling van Amsterdam: Liniewal Geindijk-Nigtevecht                                               |          |           | Velterslaan           | Nigtevecht          | 52° 16' 29" NB, 5° 0' 42" OL | NH/WN510 |                   |
| Woonhuis                                                                                           |          |           | Noordereinde 211-213  | 's-Graveland        | 52° 14' 49" NB, 5° 7' 16" OL | NH/WN511 | Upload foto       |
| Woonhuis                                                                                           |          |           | Noordereinde 43       | 's-Graveland        | 52° 14' 24" NB, 5° 7' 17" OL | NH/WN512 | Upload foto       |
| Kattenbrug                                                                                         |          |           | Kortenhoefsedijk      | 's-Graveland        | 52° 13' 58" NB, 5° 5' 54" OL | NH/WN513 | Upload foto       |
| Graversbrug                                                                                        |          |           | Moleneind             | 's-Graveland        | 52° 13' 27" NB, 5° 4' 50" OL | NH/WN514 |                   |
| Woonhuis                                                                                           |          |           | Noordereinde 241      | 's-Graveland        | 52° 14' 53" NB, 5° 7' 16" OL | NH/WN515 | Upload foto       |
| Tranformatorstation                                                                                |          |           | Noordereinde naast 64 | 's-Graveland        | 52° 15' 29" NB, 5° 7' 24" OL | NH/WN516 | Upload foto       |
| Landgoed: villa - koetshuis - parkaanleg - koepel - tennispaviljoen - theekoepel - tuinencomplex - |          |           | uith                  | 's-Graveland        | 52° 14' 7" NB, 5° 3' 37" OL  | NH/WN517 | Upload foto       |
| Woonhuis                                                                                           |          |           | Zuidereinde 7-9       | 's-Graveland        | 52° 14' 10" NB, 5° 7' 20" OL | NH/WN518 | Upload foto       |
| Brug                                                                                               |          |           | Beresteinseweg        | 's-Graveland        | 52° 13' 29" NB, 5° 7' 57" OL | NH/WN519 | Upload foto       |
| Woonhuis                                                                                           |          |           | Noordereinde 17-19    | 's-Graveland        | 52° 14' 21" NB, 5° 7' 18" OL | NH/WN520 | Upload foto       |
| Bedrijfsruimte                                                                                     |          |           | Noordereinde 249      | 's-Graveland        | 52° 14' 54" NB, 5° 7' 16" OL | NH/WN521 | Upload foto       |
| Fort Kijkuit, Fort en kazemat Nieuwe Hollandse Waterlinie                                          |          |           | Kleizuwe 17           | Vreeland            | 52° 14' 9" NB, 5° 3' 32" OL  | NH/WN522 | Meer afbeeldingen |

## Wormerland
De gemeente Wormerland kent 6 provinciale monumenten:
| Object                                                   | Bouwjaar  | Architect | Locatie                 | Plaats         | Coördinaten                   | PM-nr.   | Afbeelding  |
| -------------------------------------------------------- | --------- | --------- | ----------------------- | -------------- | ----------------------------- | -------- | ----------- |
| Stolpboerderij                                           | 1800-1850 |           | Dorpsstraat 65-67       | Jisp           | 52° 30' 27" NB, 4° 51' 17" OL | NH/WN523 | Upload foto |
| Pakhuis Koningsbergen                                    | 1890-1891 |           | Dorpsstraat 45          | Oostknollendam | 52° 30' 27" NB, 4° 51' 15" OL | NH/WN524 | Upload foto |
| Starnmeer, seinmast                                      |           |           | Starnmeerdijk achter 25 | Spijkerboor    | 52° 32' 14" NB, 4° 49' 48" OL | NH/WN525 | Upload foto |
| Gemaal Ceres                                             | 1878      |           | Veerdijk 108            | Wormer         | 52° 30' 11" NB, 4° 47' 43" OL | NH/WN526 | Upload foto |
| Café - kolfbaan - woning - bijgebouwen 't Mooriaanshoofd | 1900      |           | Dorpsstraat 417         | Wormer         | 52° 30' 5" NB, 4° 50' 13" OL  | NH/WN527 | Upload foto |
| Sluis - wipbrug Poelsluis                                | 1788      |           | Veerdijk naast 109      | Wormer         | 52° 30' 11" NB, 4° 47' 41" OL | NH/WN528 | Upload foto |

## Zaanstad
De gemeente Zaanstad kent 55 provinciale monumenten:
| Object                                                                        | Bouwjaar    | Architect | Locatie                                          | Plaats           | Coördinaten                   | PM-nr.   | Afbeelding        |
| ----------------------------------------------------------------------------- | ----------- | --------- | ------------------------------------------------ | ---------------- | ----------------------------- | -------- | ----------------- |
| Watertoren                                                                    |             |           | Communicatieweg Oost 12                          | Assendelft       | 52° 27' 54" NB, 4° 45' 52" OL | NH/WN529 |                   |
| Stolpboerderij                                                                |             |           | Dorpsstraat 32                                   | Assendelft       | 52° 26' 30" NB, 4° 43' 3" OL  | NH/WN530 |                   |
| Stolpboerderij                                                                |             |           | Dorpsstraat 48                                   | Assendelft       | 52° 26' 37" NB, 4° 43' 10" OL | NH/WN531 |                   |
| Stolpboerderij                                                                |             |           | Dorpsstraat 643/645                              | Assendelft       | 52° 28' 40" NB, 4° 44' 57" OL | NH/WN532 | Upload foto       |
| Werkplaats                                                                    |             |           | Dorpsstraat 229, achter boerderij                | Assendelft       |                               | NH/WN533 | Upload foto       |
| Stelling van Amsterdam: Kringenwetboerderij                                   |             |           | Kanaalweg 16                                     | Assendelft       | 52° 27' 19" NB, 4° 40' 50" OL | NH/WN534 | Upload foto       |
| Stelling van Amsterdam: Terrein van het v.m. kruitmagazijn bij mijlpaal 66    |             |           | Zeedijk                                          | Assendelft       | 52° 27' 36" NB, 4° 42' 14" OL | NH/WN535 | Upload foto       |
| Stelling van Amsterdam: Fort Zuidwijkermeer                                   |             |           | Kanaalweg bij 15                                 | Assendelft       | 52° 27' 17" NB, 4° 40' 58" OL | NH/WN536 | Upload foto       |
| Stelling van Amsterdam: Kruitmagazijn                                         |             |           | Zeedijk 11                                       | Assendelft       | 52° 28' 47" NB, 4° 42' 26" OL | NH/WN537 |                   |
| Stolpboerderij                                                                |             |           | Dorpsstraat 120                                  | Assendelft       | 52° 27' 5" NB, 4° 43' 27" OL  | NH/WN538 |                   |
| Stolpboerderij                                                                |             |           | Dorpsstraat 247/249                              | Assendelft       | 52° 27' 29" NB, 4° 44' 8" OL  | NH/WN539 |                   |
| Boerderij                                                                     |             |           | Dorpsstraat 266a/268                             | Assendelft       | 52° 27' 37" NB, 4° 44' 10" OL | NH/WN540 |                   |
| Stolpboerderij                                                                |             |           | Dorpsstraat 347                                  | Assendelft       | 52° 27' 52" NB, 4° 44' 21" OL | NH/WN541 | Upload foto       |
| Boerderij                                                                     |             |           | Dorpsstraat 475                                  | Assendelft       | 52° 28' 16" NB, 4° 44' 39" OL | NH/WN542 | Upload foto       |
| Stolpboerderij                                                                |             |           | Dorpsstraat 695                                  | Assendelft       | 52° 28' 52" NB, 4° 45' 6" OL  | NH/WN543 | Upload foto       |
| Sluis                                                                         |             |           | Noorder IJ- en Zeedijk                           | Assendelft       | 52° 26' 18" NB, 4° 42' 48" OL | NH/WN544 | Upload foto       |
| Noorder IJ- en Zeedijk: dijk                                                  |             |           | De Groenedijk                                    | Assendelft       | 52° 29' 24" NB, 4° 42' 43" OL | NH/WN545 | Upload foto       |
| Noorder IJ- en Zeedijk                                                        |             |           | De Bavicks of Grote Braak                        | Assendelft       |                               | NH/WN546 | Upload foto       |
| Noorder IJ- en Zeedijk                                                        |             |           | De Buitenhuizerbraak                             | Assendelft       | 52° 26' 15" NB, 4° 43' 8" OL  | NH/WN547 | Upload foto       |
| Noorder IJ- en Zeedijk: dijk                                                  |             |           | Assendelverzeedijk                               | Assendelft       |                               | NH/WN548 | Upload foto       |
| Stelling van Amsterdam: Liniewal Aagtendijk–Zuidwijkermeer (zuid)             |             |           | Aagtendijk                                       | Assendelft       | 52° 28' 53" NB, 4° 40' 42" OL | NH/WN549 |                   |
| Stelling van Amsterdam: Voormalig Kruitmagazijn                               |             |           | Zeedijk 7                                        | Assendelft       | 52° 28' 11" NB, 4° 42' 22" OL | NH/WN550 |                   |
| Pakhuis                                                                       |             |           | Lagedijk 64                                      | Koog aan de Zaan | 52° 28' 4" NB, 4° 48' 49" OL  | NH/WN551 | Upload foto       |
| Winkel-Woonhuis                                                               |             |           | Raadhuisstraat 4                                 | Koog aan de Zaan | 52° 27' 40" NB, 4° 48' 42" OL | NH/WN552 | Upload foto       |
| Pakhuis                                                                       |             |           | Breedweer 41                                     | Koog aan de Zaan | 52° 27' 21" NB, 4° 48' 32" OL | NH/WN553 | Upload foto       |
| Pakhuis                                                                       |             |           | Zuideinde 44 en 42b                              | Koog aan de Zaan | 52° 25' 57" NB, 4° 46' 52" OL | NH/WN554 | Upload foto       |
| Pakhuis                                                                       |             |           | Zuideinde 44F                                    | Koog aan de Zaan | 52° 27' 26" NB, 4° 48' 40" OL | NH/WN555 | Upload foto       |
| Stelling van Amsterdam: Doorvaartbeschoeiing tussen Noorderham en Krommenie ' |             |           | Krommeniedijk bij 189                            | Krommenie        |                               | NH/WN556 | Upload foto       |
| Stelling van Amsterdam: Gietijzeren koker bij de Krommeniedijk                |             |           | Krommeniedijk t.o. 168                           | Krommenie        |                               | NH/WN557 | Upload foto       |
| Stelling van Amsterdam: Nevenbatterij van fort Krommeniedijk                  |             |           | Bij Krommeniedijk 189                            | Krommenie        |                               | NH/WN558 | Upload foto       |
| Stelling van Amsterdam: Grenspalen nabij Nauernasche Vaart                    |             |           | Taandijk                                         | Krommenie        | 52° 28' 27" NB, 4° 48' 10" OL | NH/WN559 | Upload foto       |
| Voormalig Pakhuis                                                             |             |           | Nauerna 42                                       | Nauerna          | 52° 26' 28" NB, 4° 45' 13" OL | NH/WN560 | Upload foto       |
| Molen De Pauw                                                                 | 1669 / 2016 |           | Nauerna 43                                       | Nauerna          |                               |          | Meer afbeeldingen |
| Pakhuis                                                                       |             |           | J.J. Allanstraat achter 384                      | Westzaan         | 52° 27' 43" NB, 4° 46' 26" OL | NH/WN561 |                   |
| Pakhuis                                                                       |             |           | J.J. Allanstraat 453                             | Westzaan         | 52° 27' 40" NB, 4° 46' 20" OL | NH/WN562 |                   |
| Draaibrug - sluis                                                             |             |           | Nauernausche Vaartdijk bij nr. 32                | Westzaan         | 52° 27' 39" NB, 4° 45' 49" OL | NH/WN563 |                   |
| Uitwateringssluis                                                             |             |           | Noorder IJ- en Zeedijk                           | Westzaan         | 52° 26' 18" NB, 4° 42' 48" OL | NH/WN564 | Upload foto       |
| Noorder IJ- en Zeedijk: dijk                                                  |             |           | De Westzanerzeedijk                              | Westzaan         |                               | NH/WN565 | Upload foto       |
| Noorder IJ- en Zeedijk: braak                                                 |             |           | De Grote of Sluisbraak                           | Westzaan         |                               | NH/WN566 | Upload foto       |
| Noorder IJ- en Zeedijk: braak                                                 |             |           | De Braak bij Zuideinde                           | Westzaan         |                               | NH/WN567 | Upload foto       |
| Pakhuis                                                                       |             |           | Zaanweg 20 (was 19)                              | Wormerveer       |                               | NH/WN568 | Upload foto       |
| Sluis met vaste brug, loopbrug en sluiswachterswoning                         |             |           | Westzanerdijk bij overgang Overtoom Westzanerweg | Zaandam          |                               | NH/WN569 | Upload foto       |
| Pakhuis                                                                       |             |           | Schansend 1                                      | Zaandam          | 52° 28' 22" NB, 4° 49' 15" OL | NH/WN570 | Upload foto       |
| Voormalig Synagoge                                                            |             |           | Gedempte Gracht 40                               | Zaandam          | 52° 26' 21" NB, 4° 49' 14" OL | NH/WN571 | Upload foto       |
| Gedenksteen en peilmerken                                                     |             |           | Hogedijk tussen 45-47                            | Zaandam          |                               | NH/WN572 | Upload foto       |
| Sluis - brug - wachthuisje                                                    |             |           | Zuiddijk 255-255c                                | Zaandam          | 52° 25' 60" NB, 4° 50' 2" OL  | NH/WN573 | Upload foto       |
| Pakhuis                                                                       |             |           | Ameland 18                                       | Zaandam          | 52° 27' 20" NB, 4° 48' 35" OL | NH/WN574 | Upload foto       |
| Noorder IJ- en Zeedijk: braak                                                 |             |           | De Grote Braak                                   | Zaandam          | 52° 26' 22" NB, 4° 45' 44" OL | NH/WN575 | Upload foto       |
| Noorder IJ- en Zeedijk: braak                                                 |             |           | Westzanerzeedijk - De Braak bij de Gouw          | Zaandam          |                               | NH/WN576 | Upload foto       |
| Noorder IJ- en Zeedijk: wiel                                                  |             |           | Westzanerzeedijk - De Wiel                       | Zaandam          |                               | NH/WN577 | Upload foto       |
| Twee houtloodsen                                                              |             |           | Hazepad naast nr. 57                             | Zaandijk         |                               | NH/WN578 | Upload foto       |
| Gedenkstenen                                                                  |             |           | Naast Lagedijk 222                               | Zaandijk         |                               | NH/WN579 | Upload foto       |
| Pakhuis                                                                       |             |           | Lagedijk 278                                     | Zaandijk         | 52° 28' 44" NB, 4° 48' 30" OL | NH/WN580 | Upload foto       |
| Gemaal - anthracietloods - machinistenwoning                                  |             |           | Lagedijk 145                                     | Zaandijk         | 52° 28' 31" NB, 4° 48' 48" OL | NH/WN581 | Upload foto       |
| Stelling van Amsterdam: Damsluis in de Assendelvertocht (Meerweidertocht)     |             |           | Aagtendijk                                       | Zaanstad         | 52° 28' 53" NB, 4° 40' 42" OL | NH/WN582 | Upload foto       |